# كاسيو
شركة كاسيو للكمبيوترات المحدودة، باليابانية (カシオ計算機株式会社) وتنطق (كاشيو كياسانكاي كابوشايكاي-غايشا) (بورصة طوكيو:6952)، وهي شركة تصنيع إلكترونيات يابانية متعددة الجنسيات يقع مقرها الرئيسي في شيبويا، طوكيو، اليابان. تشمل منتجاتها الآلات الحاسبة، الهواتف المحمولة، الكاميرات الرقمية، الآلات الموسيقية الإلكترونية والساعات التناظرية والرقمية. تم تأسيسها في عام 1946، وفي عام 1957 قدمت أول آلة حاسبة كهربائية بالكامل في العالم. لقد كانت أول مبتكر للكاميرا الرقمية، وخلال الثمانينيات والتسعينيات، طورت الشركة العديد من لوحات المفاتيح الإلكترونية المنزلية بأسعار معقولة للموسيقيين إلى جانب تقديم أول ساعات رقمية منتجة بكميات كبيرة في العالم.

## التاريخ
تم تأسيس كاسيو تحت اسم كاسيو سيساكوجو في أبريل 1946 بواسطة تاداو كاسيو (樫 尾 忠雄 1917-1993)، وهو مهندس متخصص في تكنولوجيا التصنيع. كان أول منتج رئيسي لكاسيو هو أنبوب الحلقة (يوبيوا)، وهو عبارة عن حلقة إصبع تحمل سيجارة، مما يسمح لمرتديها بتدخين السيجارة إلى آخرها بدون استخدام اليدين. كانت اليابان فقيرة بعد الحرب العالمية الثانية مباشرة، لذا كانت السجائر ذات قيمة، وكان الاختراع ناجحًا.
بعد رؤية الآلات الحاسبة الكهربائية في معرض الأعمال الأول في جينزا بطوكيو في عام 1949، استخدم كاسيو وإخوته الأصغر (توسيو، كازو، ويوكيو) أرباحهم من أنبوب يوبيوا لتطوير آلاتهم الحاسبة. عملت معظم الآلات الحاسبة في ذلك الوقت باستخدام التروس ويمكن تشغيلها يدويًا باستخدام كرنك أو باستخدام محرك.
امتلك توسيو بعض المعرفة بالإلكترونيات وشرع في صنع آلة حاسبة باستخدام ملفات كهربائية. تم الانتهاء من الآلة الحاسبة بحجم المكتب في عام 1954 وكانت أول آلة حاسبة كهروميكانيكية في اليابان. كان أحد الابتكارات المركزية والأكثر أهمية في الآلة الحاسبة هو اعتماد لوحة الأرقام المكونة من 10 مفاتيح؛ في ذلك الوقت كانت الآلات الحاسبة الأخرى تستخدم «لوحة مفاتيح كاملة»، مما يعني أن كل مكان في الرقم (1، 10، 100، إلخ...) يحتوي على تسعة مفاتيح. كان الابتكار المميز الآخر هو استخدام نافذة عرض واحدة بدلاً من نوافذ العرض الثلاثة (واحدة لكل وسيطة وواحدة للإجابة) المستخدمة في الآلات الحاسبة الأخرى.
تأسست شركة كاسيو للكمبيوتر ليميتيد. في يونيو 1957. في ذلك العام، أصدرت كاسيو الطراز 14-A ، الذي تم بيعه مقابل 485000 ين، وهو أول آلة حاسبة كهربائية بالكامل في العالم، والتي تعتمد على تقنية التناوب.
في الثمانينيات من القرن الماضي، أصبحت الأدوات الإلكترونية من كاسيو ومجموعة أدوات لوحة المفاتيح الموسيقية الإلكترونية المنزلية ذات الأسعار المعقولة شائعة. اشتهرت الشركة أيضًا بالتنوع الواسع والابتكار في ساعات اليد الخاصة بها. كانت واحدة من أوائل الشركات المصنعة لساعات الكوارتز، الرقمية والتناظرية على حد سواء. كما بدأت في بيع ساعات الآلة الحاسبة خلال هذا الوقت. قدمت كاسيو أيضًا واحدة من أولى الساعات التي يمكن أن تعرض الوقت في العديد من المناطق الزمنية المختلفة من العالم مع ميزات مثل تسجيل درجة الحرارة والضغط الجوي والارتفاع. في السنوات اللاحقة، تم تزويد ساعات يد كاسيو بأجهزة استقبال للتزامن مع أبراج الراديو حول العالم ونظام تحديد المواقع العالمي لضمان دقة عرض الوقت.
قامت كاسيو أيضًا بإنتاج عدد من الابتكارات البارزة في الكاميرا الرقمية، بما في ذلك QV-10، أول كاميرا رقمية للمستهلك مزودة بـشاشة عرض بلورية سائلة (LCD) في الخلف (تم تطويرها بواسطة فريق بقيادة هيرويوكي سويتاكا في عام 1995)، أول كاميرا للمستهلك بدقة 3 ميجابكسل، وأول موديل حقيقي فائق الصغر، وأول كاميرا رقمية تدمج تقنية العدسات الخزفية، باستخدام لوميسيرا.

### تحديد السعر
في يوليو 2019، تم تغريم شركة كاسيو للإلكترونيات، التي تعد ذراع الشركة في المملكة المتحدة، 3.7 مليون جنيه إسترليني بعد قبولها الحفاظ على سعر إعادة البيع (شكل من أشكال تحديد الأسعار) بين عامي 2013 و 2018، في انتهاك لقانون المنافسة في المملكة المتحدة 1998.

## المنتجات
تشمل منتجات كاسيو الساعات والآلات الحاسبة ولوحات المفاتيح الإلكترونية والمنتجات الرقمية الأخرى مثل الكاميرات الرقمية (سلسلة إكسيليم) وشريطات تصوير ضوئية وآلات تسجيلات النقد وأجهزة الكمبيوتر المحمولة وأجهزة الكمبيوتر المحمولة الفرعية والهواتف المحمولة وأجهزة المساعد الرقمي الشخصي (بنك البيانات الإلكترونية) والقواميس الإلكترونية والرقمية اليوميات (أجهزة المساعد الرقمي الشخصي المبكرة) والألعاب الإلكترونية وطابعات الكمبيوتر والساعات وأجهزة التلفزيون المحمولة.
في السبعينيات والثمانينيات من القرن الماضي، اشتهرت كاسيو بآلاتها الحاسبة الإلكترونية (بما في ذلك العلمية)، والآلات الموسيقية الإلكترونية والساعات الرقمية ذات الأسعار المعقولة التي تتضمن تقنية مبتكرة. تشتهر كاسيو اليوم بصناعة منتجات إلكترونية متينة وموثوقة. تحظى مجموعة جي-شوك من الساعات المقاومة للصدمات بشعبية كبيرة أيضًا، حيث كانت جي-شوك DW-5000C الأصلية عام 1983 مطلوبة بشدة من قبل هواة الجمع. تُعرف الآلات الحاسبة العلمية التي صنعتها كاسيو، وخاصة سلسلة CLASSWIZ من الآلات الحاسبة، بكونها ميسورة التكلفة مع دمج مجموعة من الوظائف مقارنة بمنافسيها.
تصنع كاسيو أيضًا منتجات للأسواق المحلية، بما في ذلك سلسلة ساعات «بوصلة الصلاة» المصممة لمساعدة المسلمين على الصلاة في الوقت المناسب وفي الاتجاه الصحيح.

### حاسبات علمية

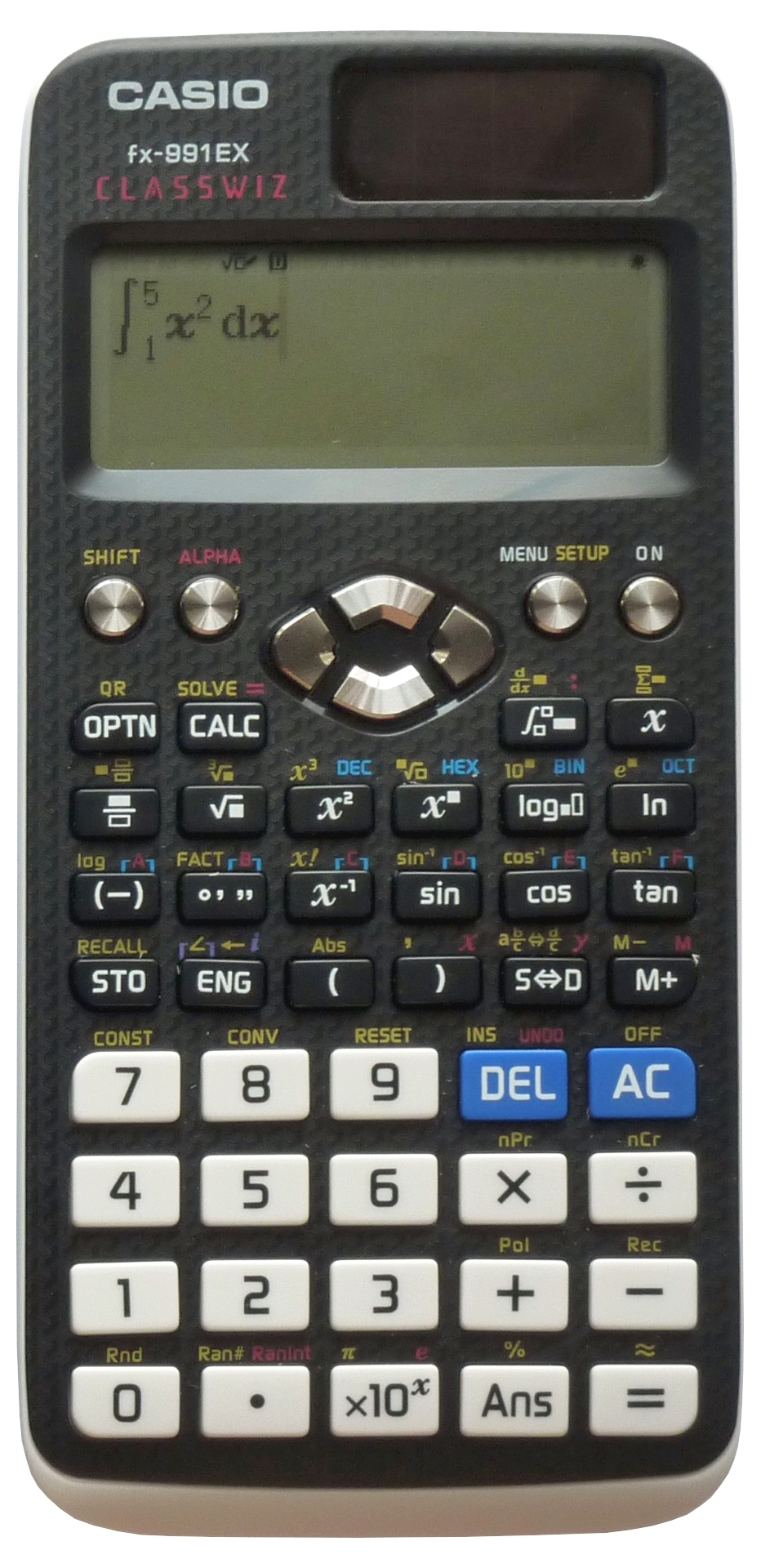
كاسيو آلة حاسبة علمية - "fx-991EX "CLASSWIZ

تشمل الآلات الحاسبة من كاسيو على:
- Graphing
  - FX-9860G / GII / SD  [لغات أخرى]‏
  - FX-9860G Slim  [لغات أخرى]‏
  - ClassPad 300 Plus / 330
  - ClassPad II fx-CP400  [لغات أخرى]‏
  - fx-CG10 / 20 / 50
  - fx-CG500
  - Algebra FX 2.0 Plus
  - FX 1.0 Plus
  - CFX-9850GC Plus
  - CFX-9850GB Plus
  - CFX-9800G
  - fx-9750G Plus / GII
  - fx-8500G, 8000G
  - fx-7500G, 7400G Plus / GII
  - fx-7000G (ca. 1985)
  - VI-9850GB Plus
  - RM 7000/9000
- Programming
  - fx-5800P, 3950P, fx-3650P, 50F Plus (2000s)
  - fx-4500PA, 4500P
  - fx-5500LA, 5500L
  - fx-3900PV, 3900P (1990s)
  - fx-4800P
  - fx-3600P (1980s)
  - fx-4000P, 3500P, 3800P, fx-5000F, 50F (late 1980s)
  - FX-850P
  - FX-702P (ca. 1981)
  - FX-603P، FX-602P (1981)
  - fx-180P, 390PV (Program) (early 1980s), fx-180PV,
  - FX-502P, 501P (ca. 1979)
- Professional
  - fx-FD10 Pro (2014) (Surveying calculator for civil engineering)
- V.P.A.M. (See: Casio V.P.A.M. calculators)
  - CLASSWIZ (High-resolution Natural Textbook Display)
  - "Natural V.P.A.M."
  - "Natural Display"
  - S-V.P.A.M. / Two-line, Multi-replay
- LCD (One-line)
  - fx-65 (True fraction) (mid 1990s)
  - fx-95 (equation) (mid 1990s)
  - fx-991D, 570D, 115D, 100D (early-mid 1990s)
  - fx-82D, 250D, 82LB, 82SUPER, 82SX, 82SOLAR (early 1990s)
  - fx-992V, 992VB, 991V, 115V, 85V; fx-991H, 911H (early 1990s)
  - fx-991N, 911N, 115N, 85N; fx-250C, fx-570C (late 1980s)
  - fx-991M, 115M, 85M; fx-451M,(mid-late 1980s)
  - fx-650M; fx-580; fx-100C, 82C (mid-late 1980s)
  - fx-570, 100, 350, 77 (early-mid 1980s)
  - fx-82, 82B, 82L, fx-58 (early 1980s)
  - fx-2000, 2200, 2500, fx-48(late 1970s)
- VFD (Digitron) display
  - fx-1, 2, 3 (desk); fx-10 (handheld) (early-mid 1970s), used MSI (medium scale integration)
  - fx-11, 15, 20, 101, 17, 19, 102, 1000, PRO fx-1, PRO-101, (mid-1970s)
  - fx-21, 29, 31, 39, 120, 140 (mid-late 1970s)
  - fx-201P, 202P (Program) (mid 1970s)

### الآلات الحاسبة الأساسية
- LCD display
  - Desk calculators
    - DS-3TS, DH-160, DV-220, DJ-240D, DJ-120D, MJ-120D, MW-8V (2000s)

  - Pocket calculators
    - JS-140TVS, NJ-120D, SL-1000TW, HL-122TV (2000s)
    - HL-810 (1985)
    - SL-800 (FILM CARD) (1983)
    - LC-78 (MINI-CARD) (1978)

  - Printing calculators
    - HR-100TM, DR-210TM (2000s)
- VFD (Digitron) / LED display
  - Desktop calculators
    - AL-1000 (1967)

  - Pocket calculators (1970s)
    - CM-601 (MINI)
    - CM-606 (Personal MINI)
    - 101-MR
    - Y-811 (Memory-8R)
    - AL-8 (with fraction input)
    - H-813 (Personal M-1)
    - CQ-1 (with clock function)

### الساعات

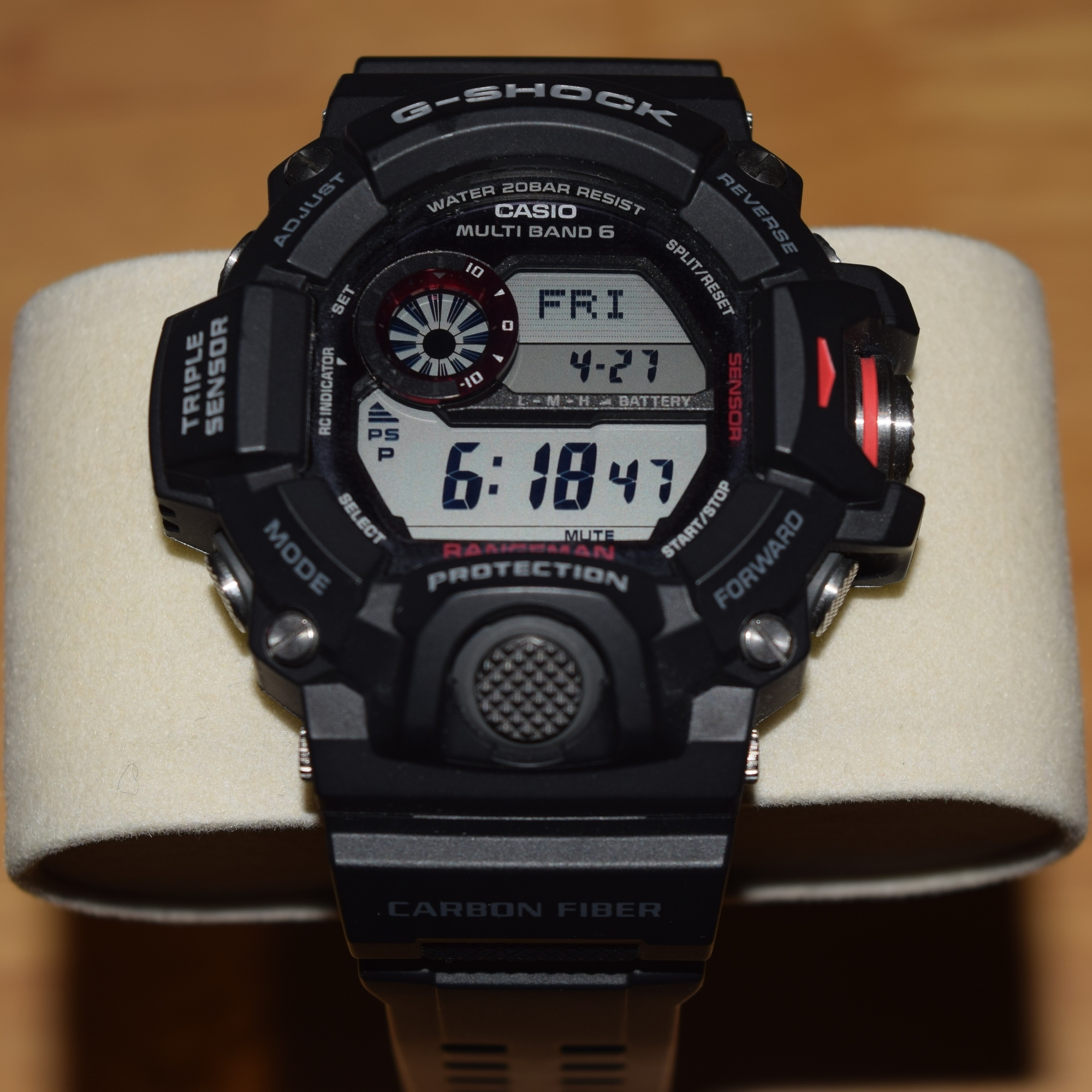
ساعة كاسيو جي-شوك رانجمان

تتضمن ساعات كاسيو:
- جي-شوك
  - Master of G
  - Baby-G
  - MT-G
- Lineage
- Oceanus
- Edifice
- Wave Ceptor
- Databank
- Sheen
- Youth Series[20]
  - Classic
    - W-96H
    - W-210H
    - W-213H
    - W-216H
    - W-218H
    - W-800H
    - F-201WA
    - HDD-600G
    - F-200W

  - World time
    - AE-500W
    - AE-1000W
    - AE-1100W
    - AE-1200WH
    - AE-1400WH
    - AE-2000W
    - AE-2100W
    - AE-3000W

  - Multiple timers
    - AE-1300W

  - Stopwatch lap memory
    - W-734

  - Vibration alarm
    - W-735H
    - W-736H
- Prayer compass
  - CPA-100
  - CPW-500HD
- Pro-Trek
  - PRG-60-T
  - PRG-240
  - PRG-600
  - PRW-6100Y-1DR
  - WSD-F200-RG
- Classic - Digital
  - F-91W
  - A158W
  - A159W
  - A168W
  - A700W
  - A178W
  - LA680
  - B640
  - W59
- Classic - Analog
  - MDV Series
  - MTP Series
  - MRW Series
  - MQ Series

### الآلات الموسيقية
- (.Electronic Musical Instruments (Casiotone keyboards, Privia, Celviano, etc
  - Keyboards
    - Casiotone
      - Original Casiotone (1980-1983)
      - CT Series (1984-2000)
      - ToneBank CT Series (late 1980s-1990s)
      - CTK/WK Series Standard (1990–present)
      - CTK/WK Series High-Grade (2003–2018, superseded by CT-X Series)
      - CT-X Series (2018–present)
      - CT-S Series (2019-present)

    - CZ Series synthesizers
    - FZ-1 Sampling Synthesizer
    - M Series mini keyboards
    - PT-80 (monophonic, eight patches, mid-1980s)[21]
    - PD-Synthesizer
    - VL 1  [لغات أخرى]‏ Synthesizer
    - LK Series Key Lighting (1997–present)
    - XW Synthesizers (2013)
    - SA Series (mini keyboards)
    - MZ-X performance arrangers (2016–present)

  - Other instruments
    - DG-20 electronic guitar (1987)
    - DH Digital Horns

  - Digital Pianos
    - Privia PX (2005–present)
    - Privia Pro Stage (2012–present)
    - Privia Slim Series (2019)
    - Celviano (2007–present)
    - Celviano Hybrid/Grand Hybrid (2015)
    - CDP Compact Series (2008–present)

  - MIDI sound modules
    - CSM-1, CSM-10P, GZ-50M

### أخرى
| Digital cameras - QV-Series - WQV-Series - EX-Series (Exilim) - TRYX PDA/DataBank - Cassiopeia - PV-Series (Pocket Viewer) - SF-Series - FX-Series Electronic dictionary - EX-word-Series Electronic games - CG-Series Data and video projector - XJ-S (Super Slim-Projectors) | System products - POS systems - Portable data terminals Printing systems - CD label printer - Label printer Mobile Phones - G'zOne Type-L - G'zOne Commando - G'zOne CA-201L Digital diaries (early PDA's: no longer produced) Game Consoles - بي في-1000 - PV-2000 - Casio Loopy Computers CP/M and Z80 Based: - FP1000 - FP1100 DOS and x86 Based: - FP6000 - FP4000 - FP4100 - FX9000 |

## المعرض

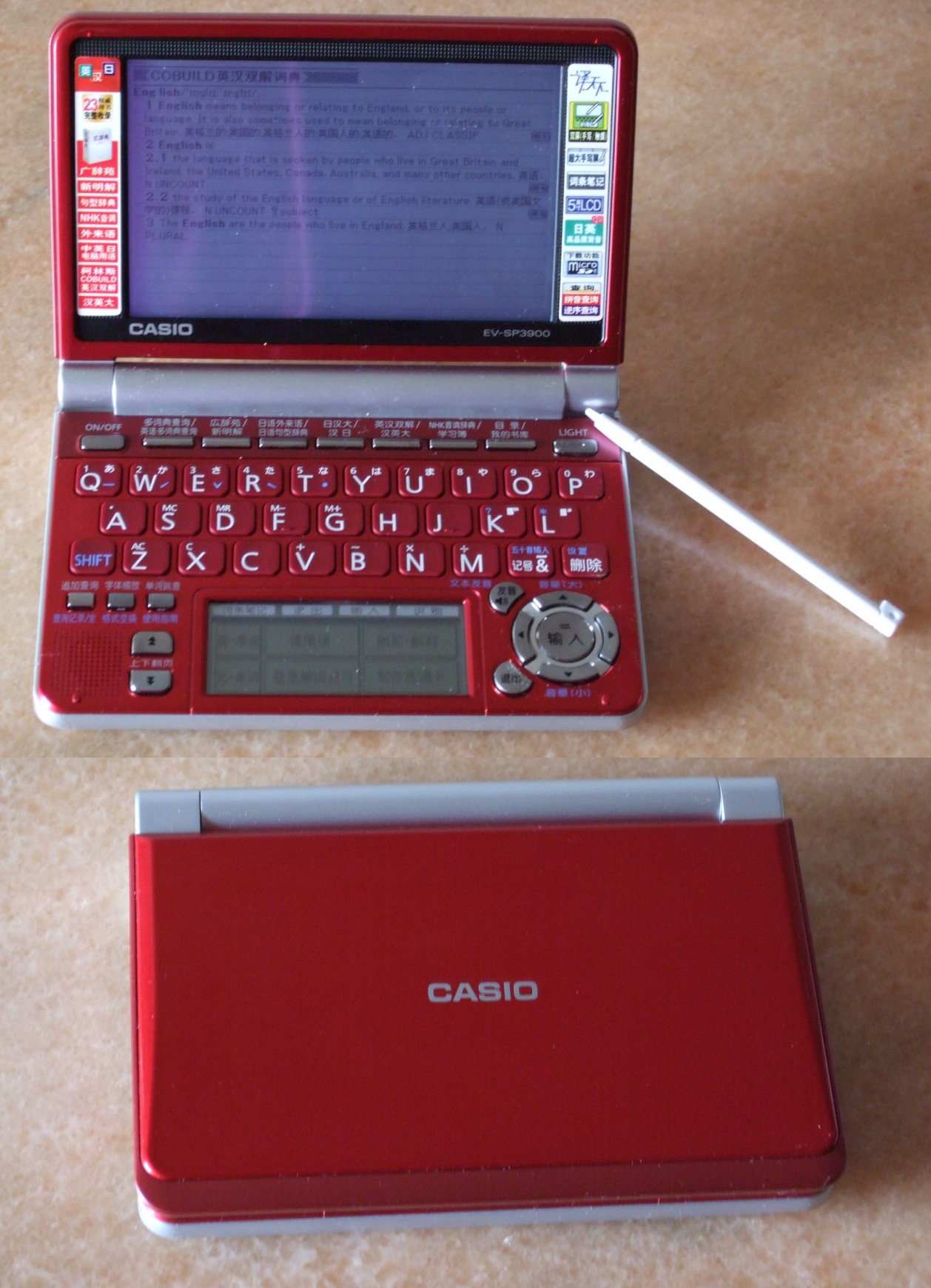
كاسيو EV-SP3900 القاموس الإلكتروني
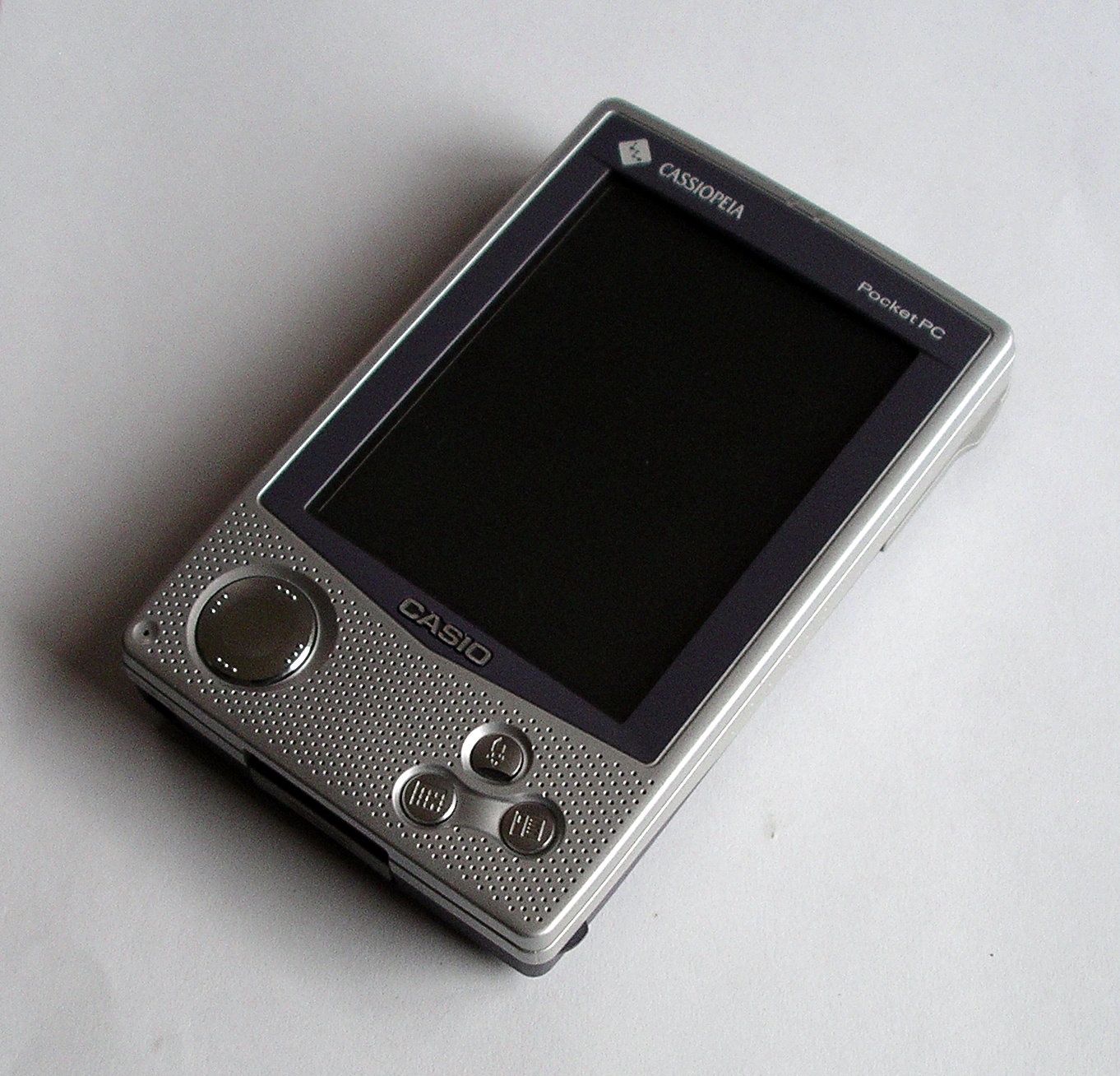
كاسيوبيا مساعد رقمي شخصي
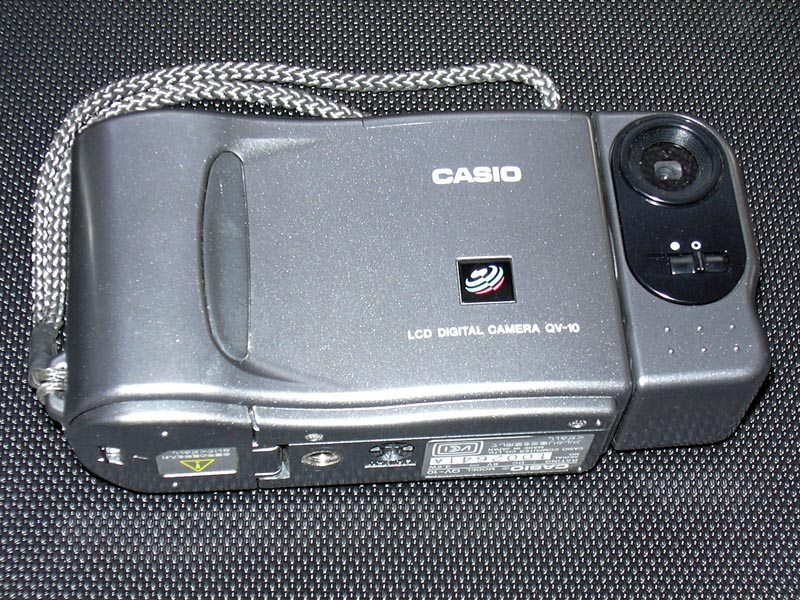
كاميرا رقمية QV-10
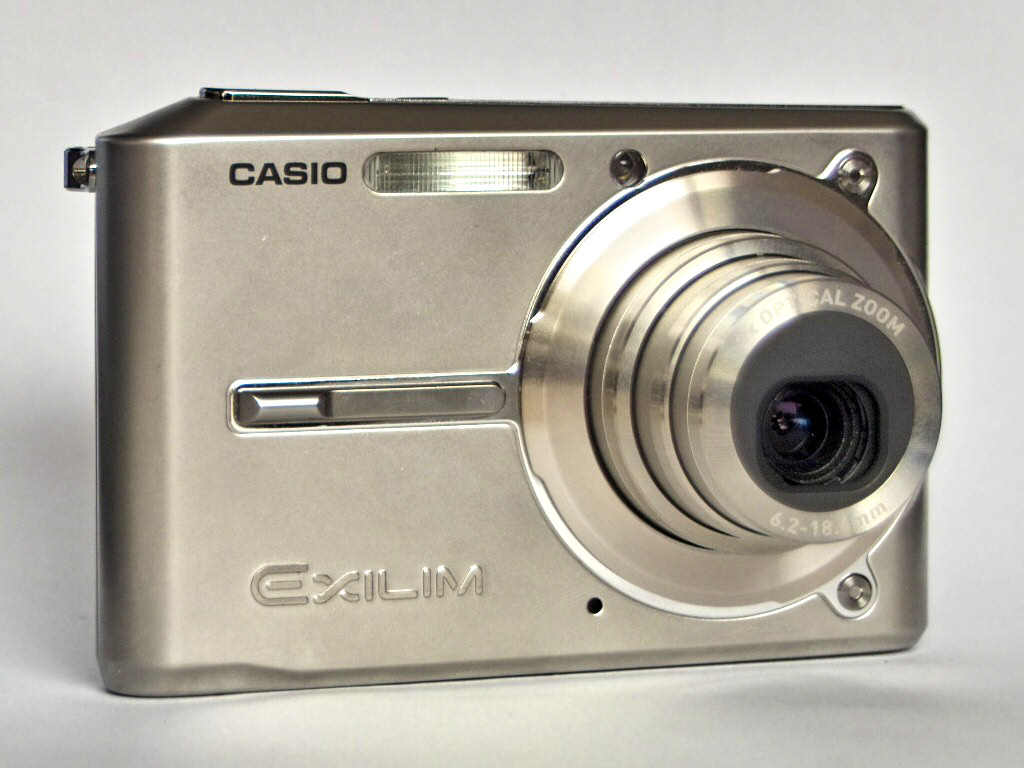
كاميرا رقمية EX-S600
هاتف محمول Au W31CA
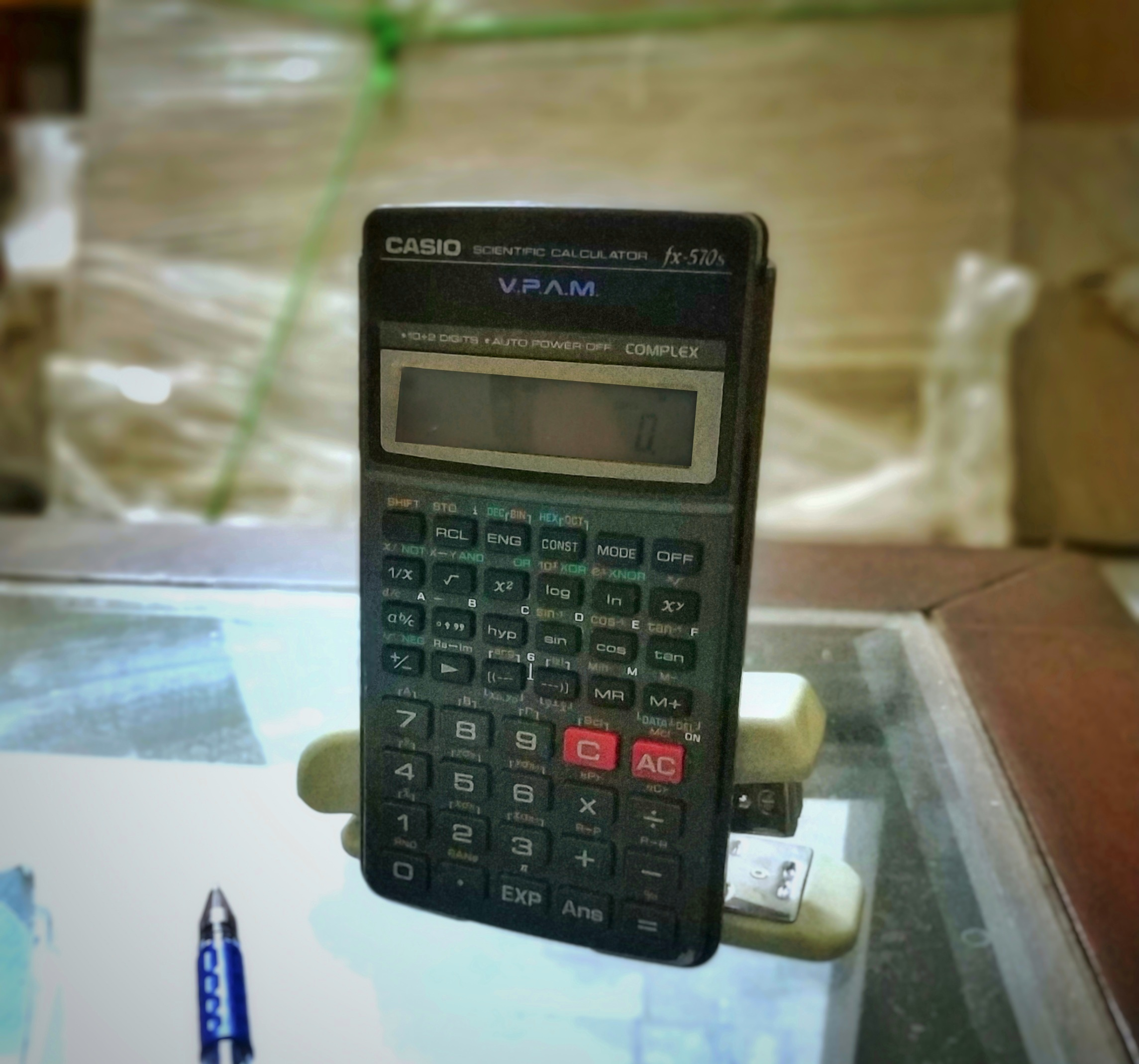
كاسيو V.P.A.M. fx-570S آلة حاسبة علمية
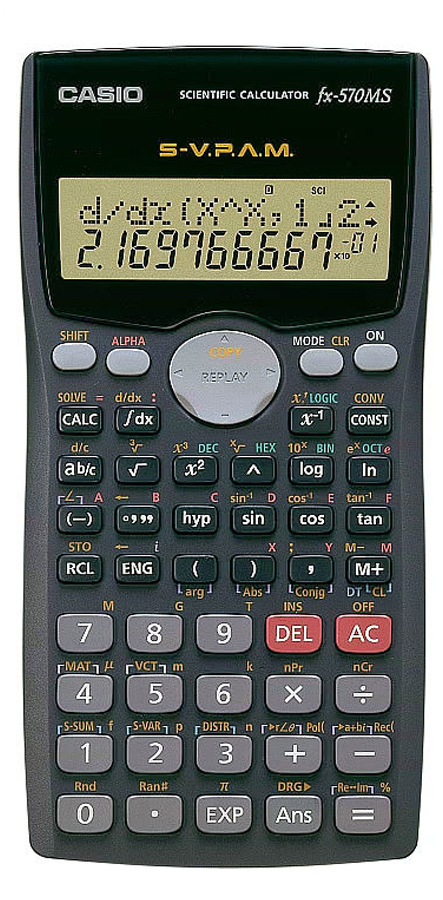
كاسيو fx-570MS
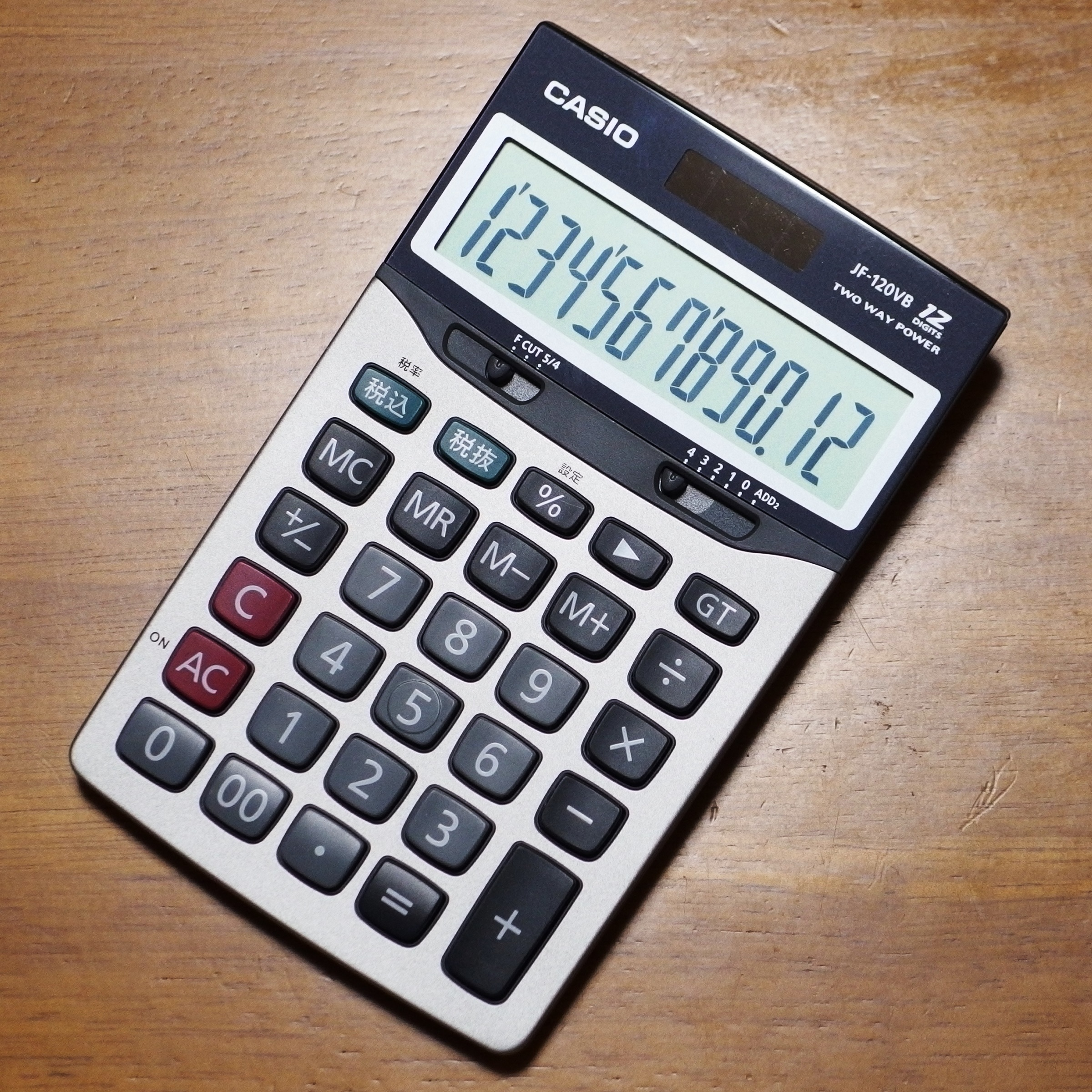
آلة حاسبة مكتبية من كاسيو JF-120VB
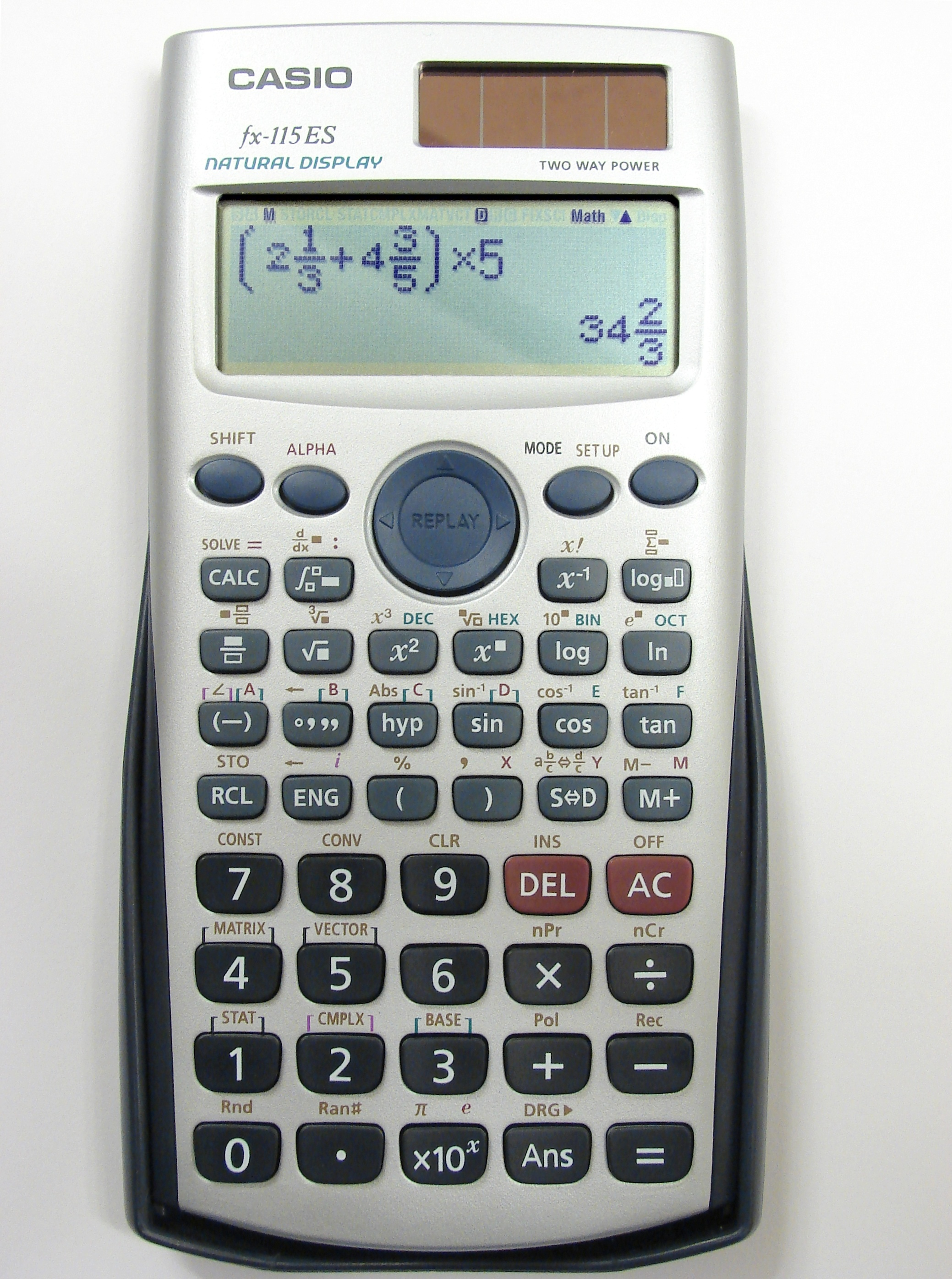
كاسيو آلة حاسبة علمية مع شاشة عرض طبيعية fx-115ES
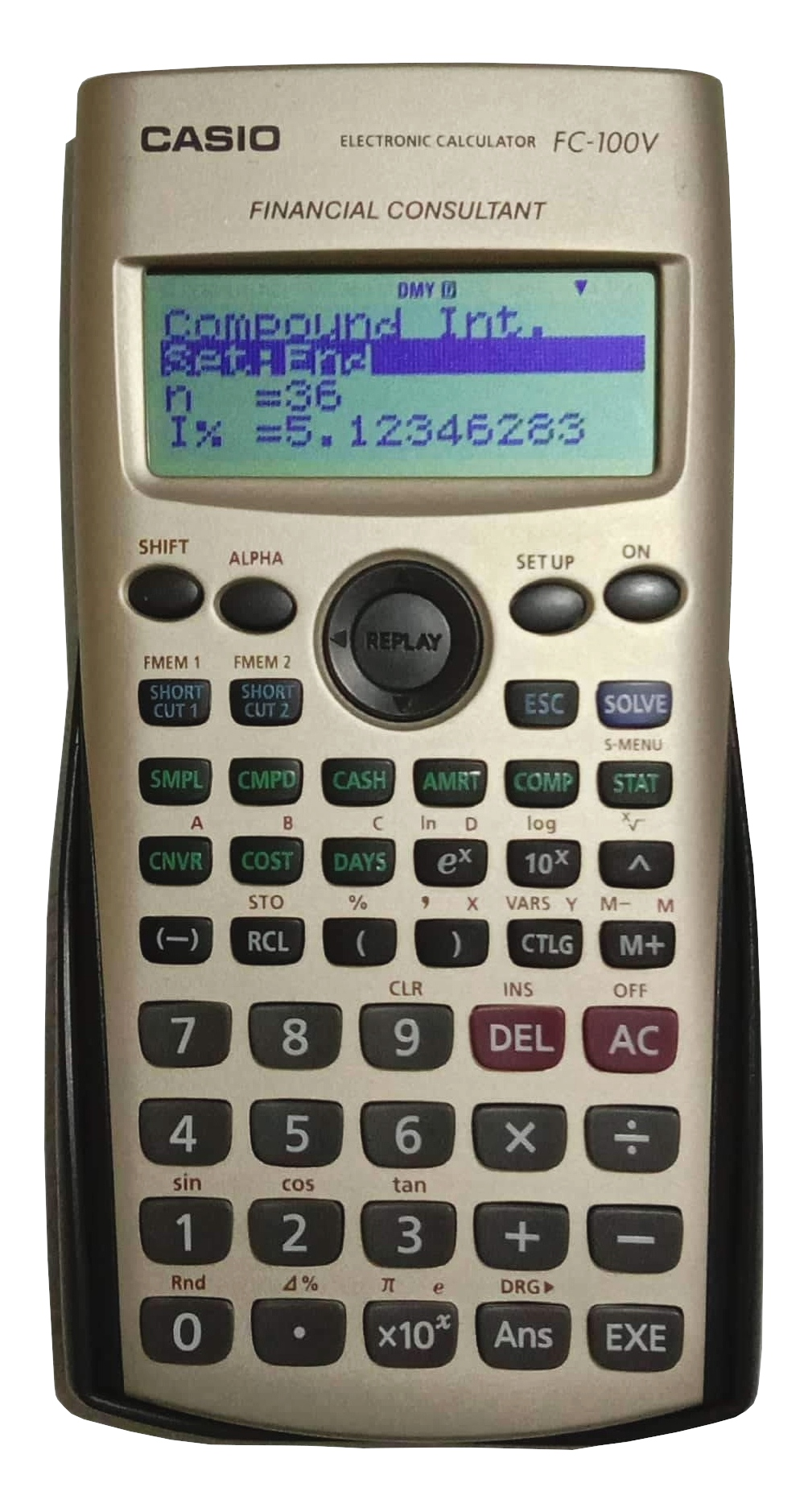
آلة حاسبة مالية FC-100V
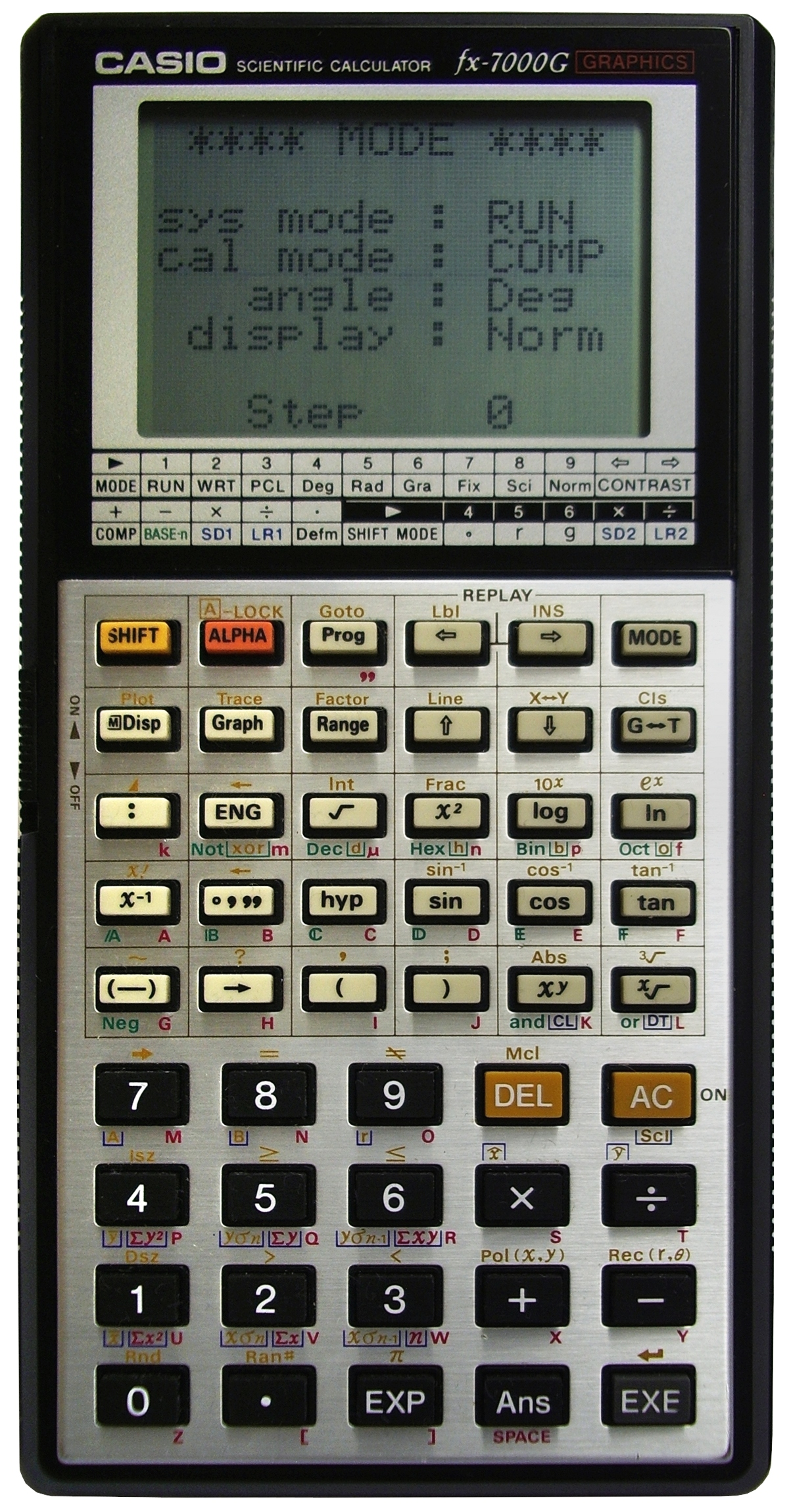
كاسيوfx-7000G، أول آلة حاسبة بيانية في العالم
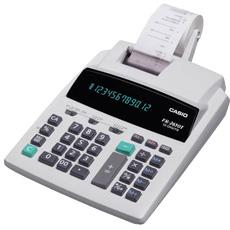
آلة حاسبة FR-2650T مع الطابعة للدفع
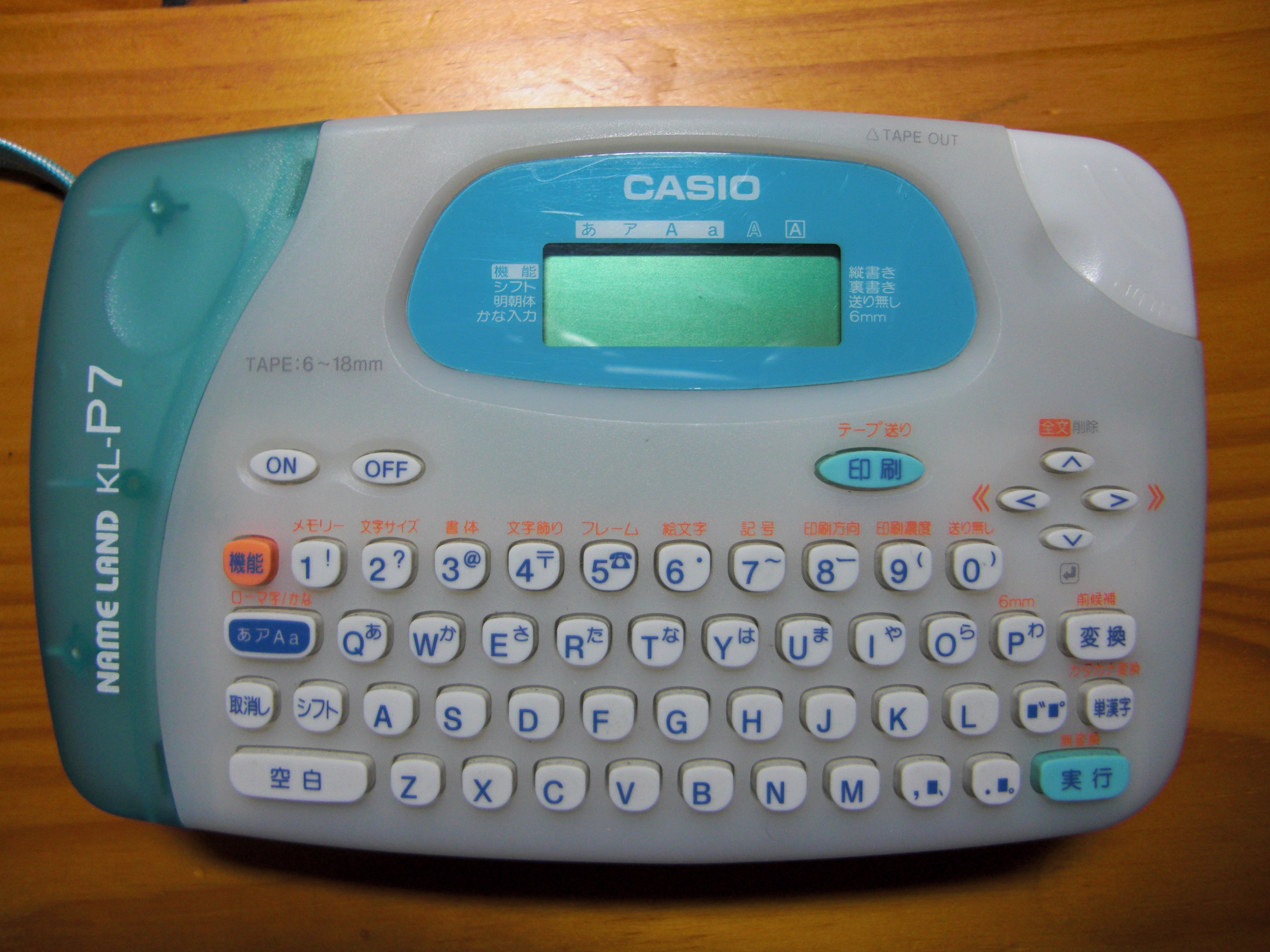
نيم لاند KL-P7
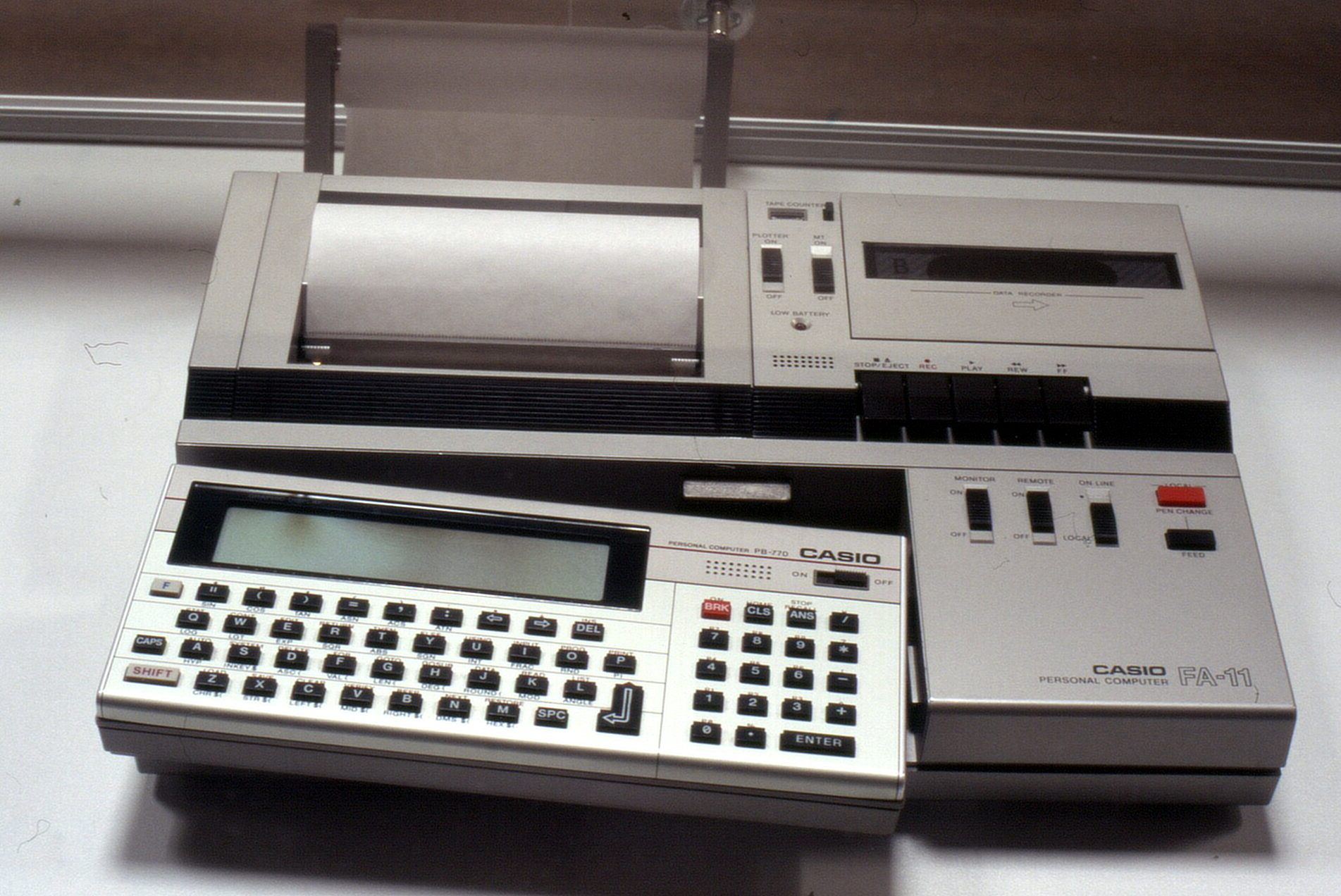
كمبيوتر الجيب PB-770، مع قاعدة تمديد FA-11
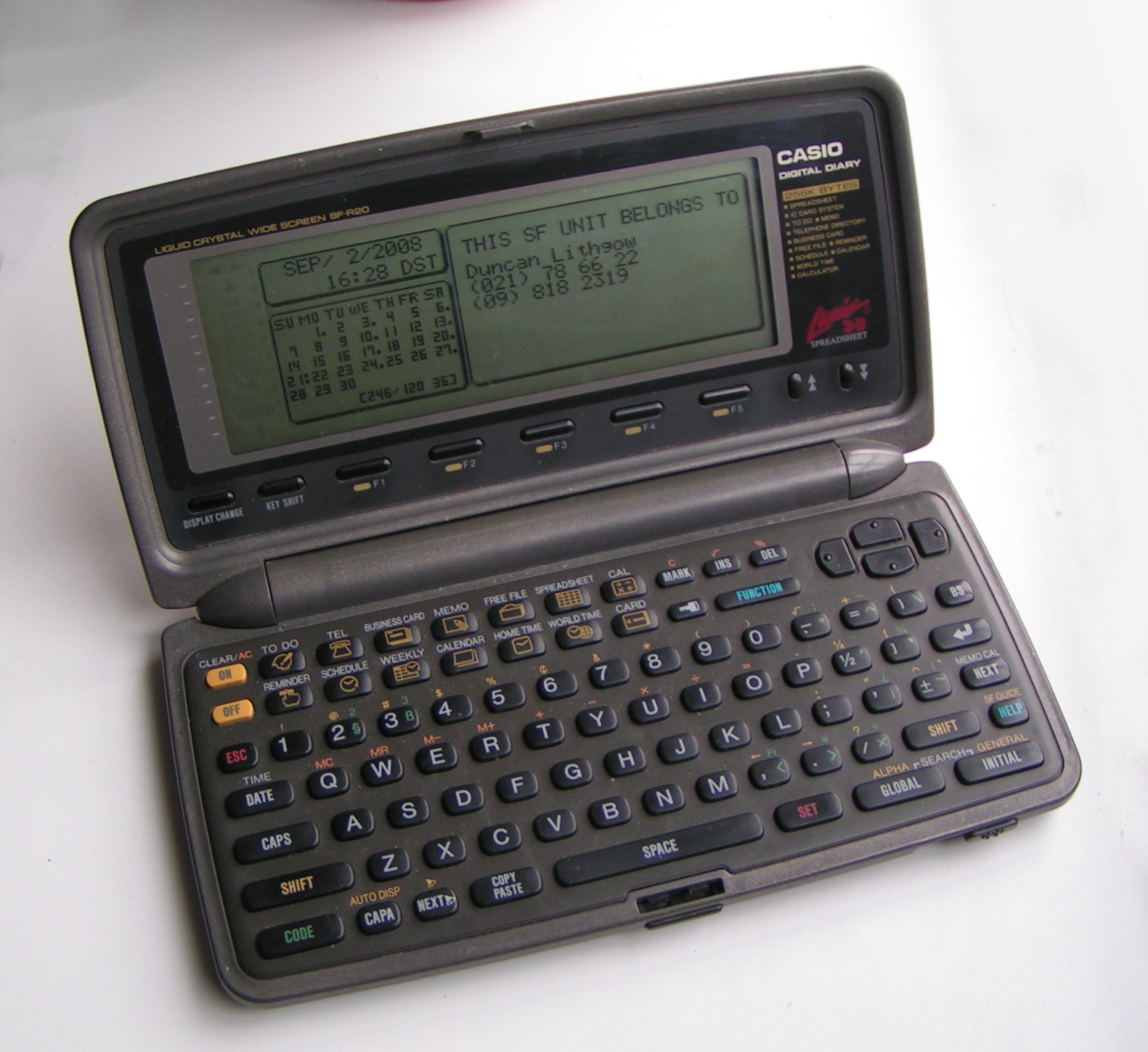
يوميات رقمية (SF-R20 (PDA المبكر
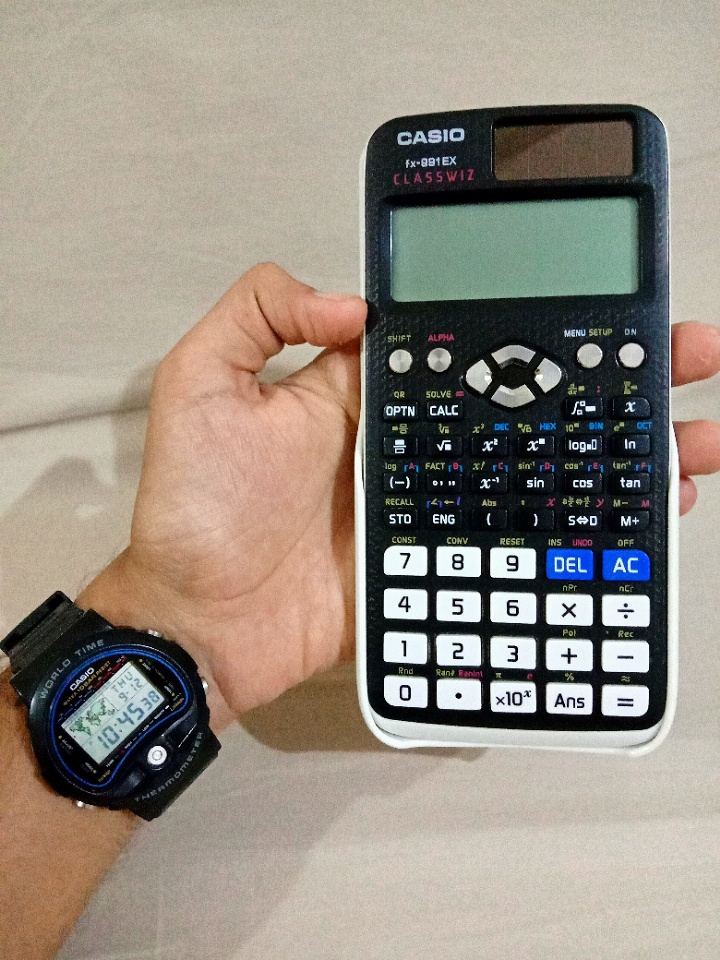
ساعة TS-150 (يسار) وآلة حاسبة علمية FX-991EX (يمين)
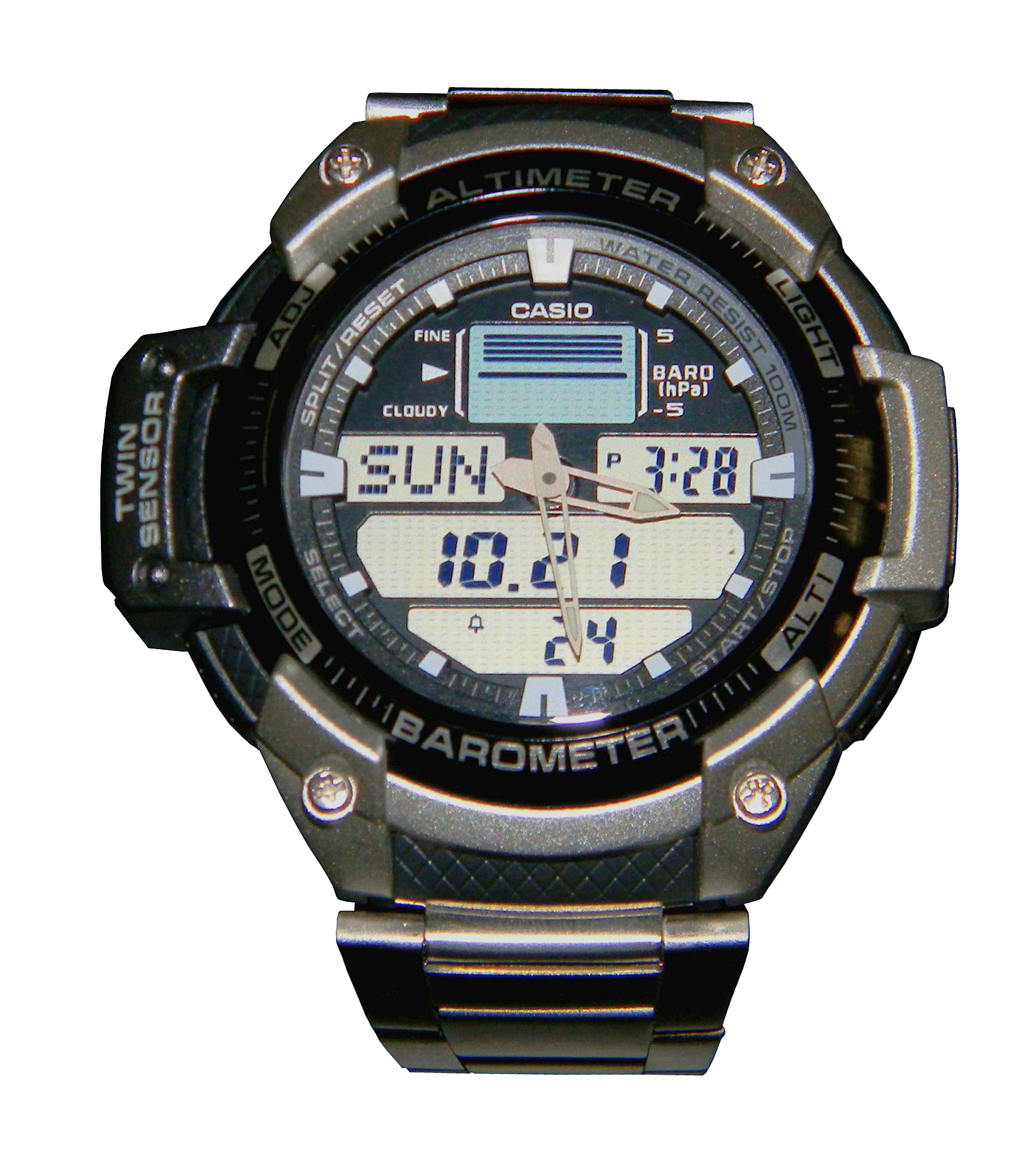
كاسيو سبورت أوت جير SGW-400HD-1BV
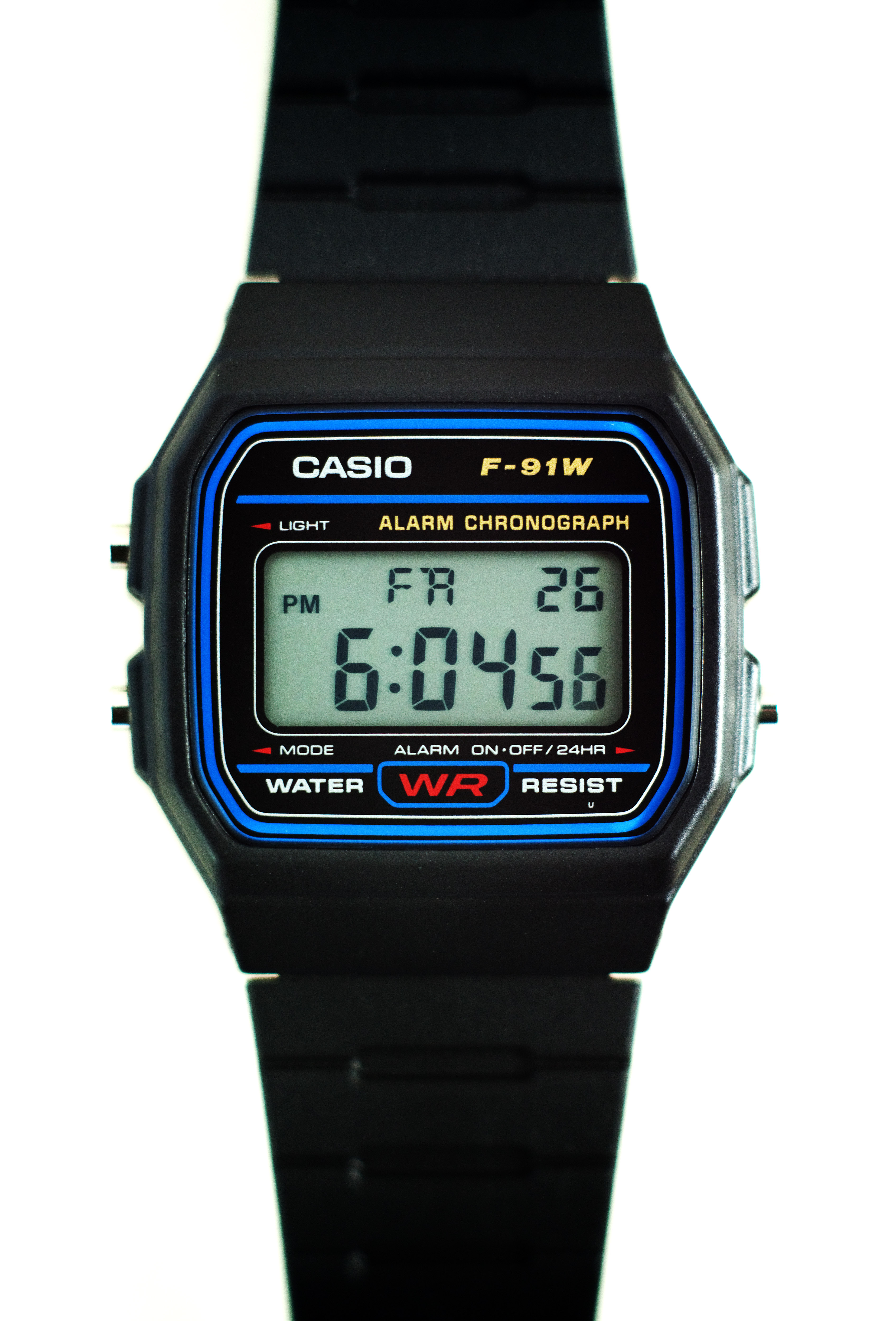
كاسيو إف 91 دبليو
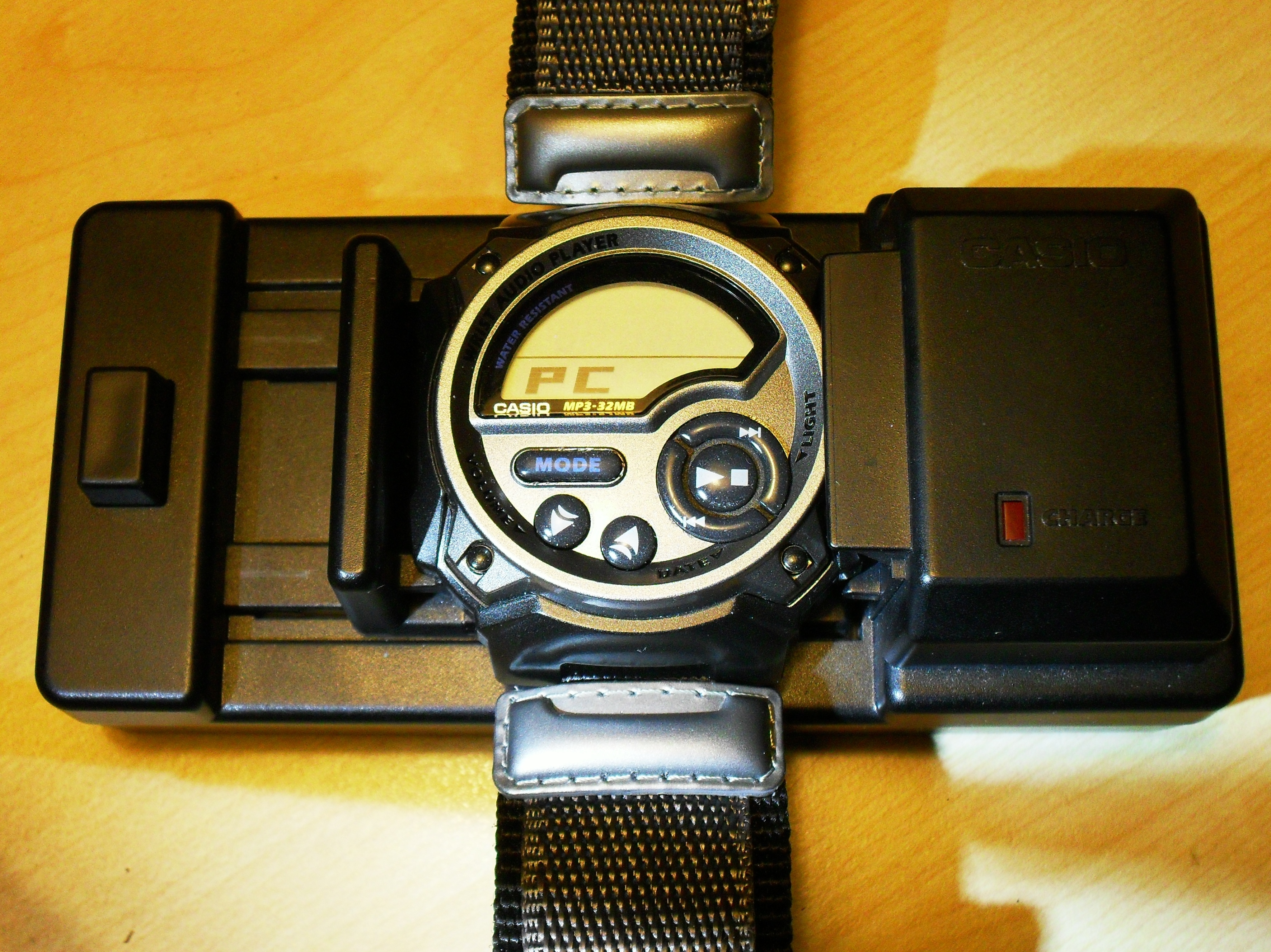
كاسيو WMP1 ساعة محمولة MP3
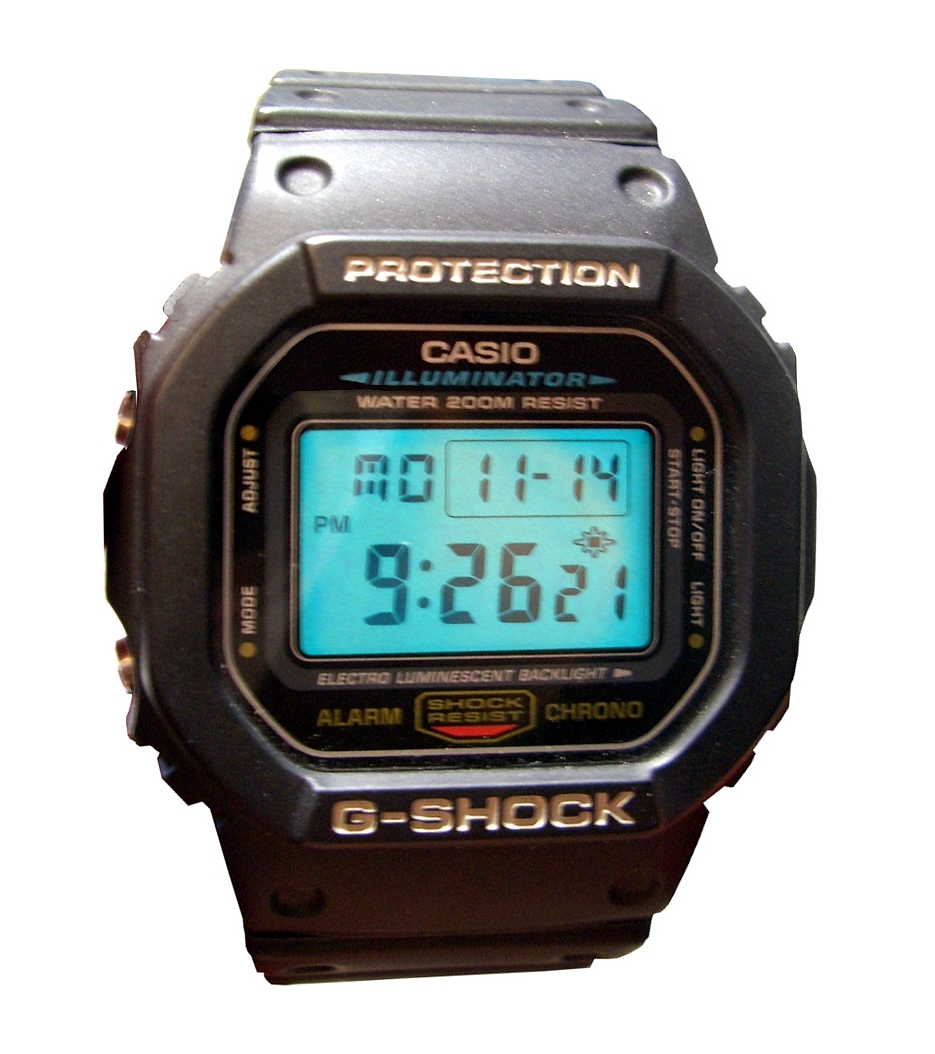
ساعة DW-5600E-1V جي-شوك بإضاءة خلفية ذات إضاءة كهربائية
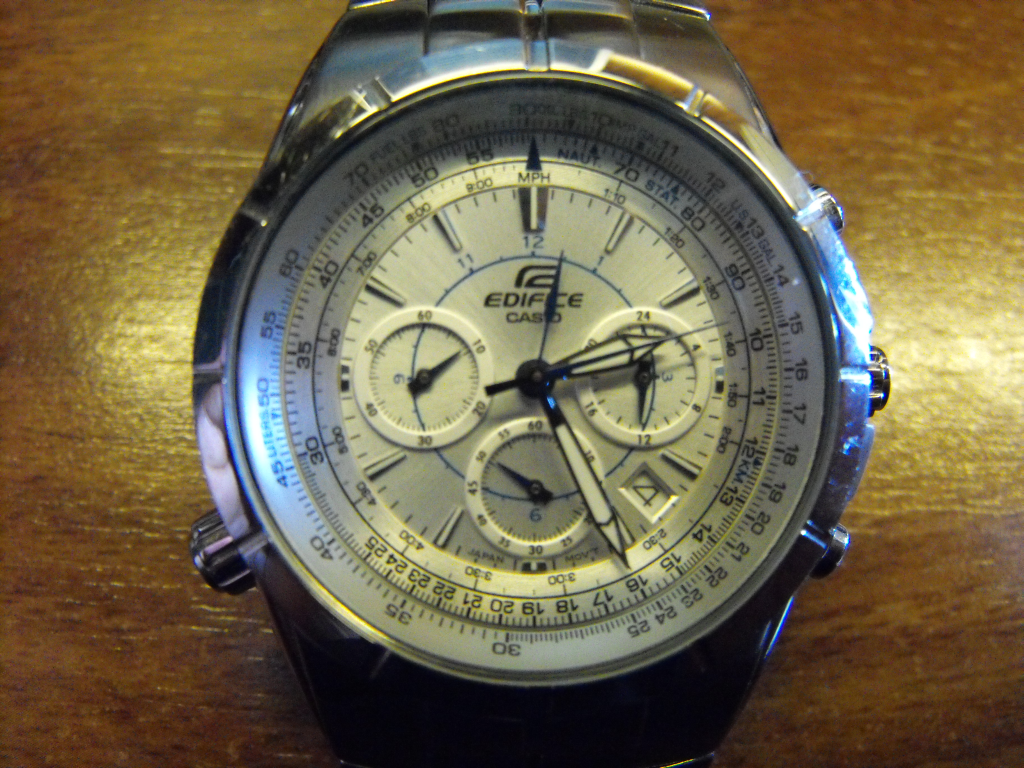
ساعة كاسيو اديفيس EF-518
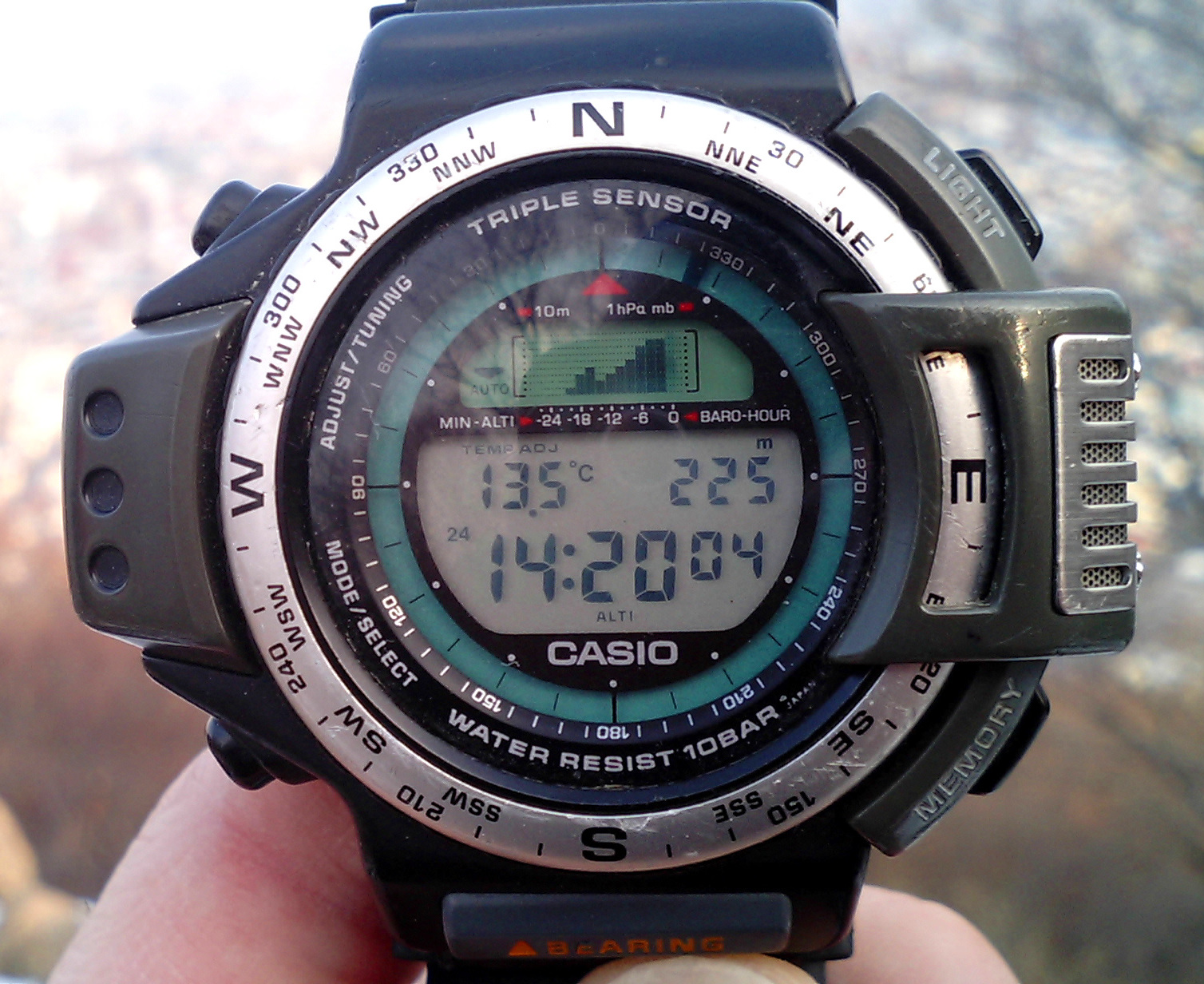
ساعة كاسيو ATC-1100 ثلاثية الاستشعار
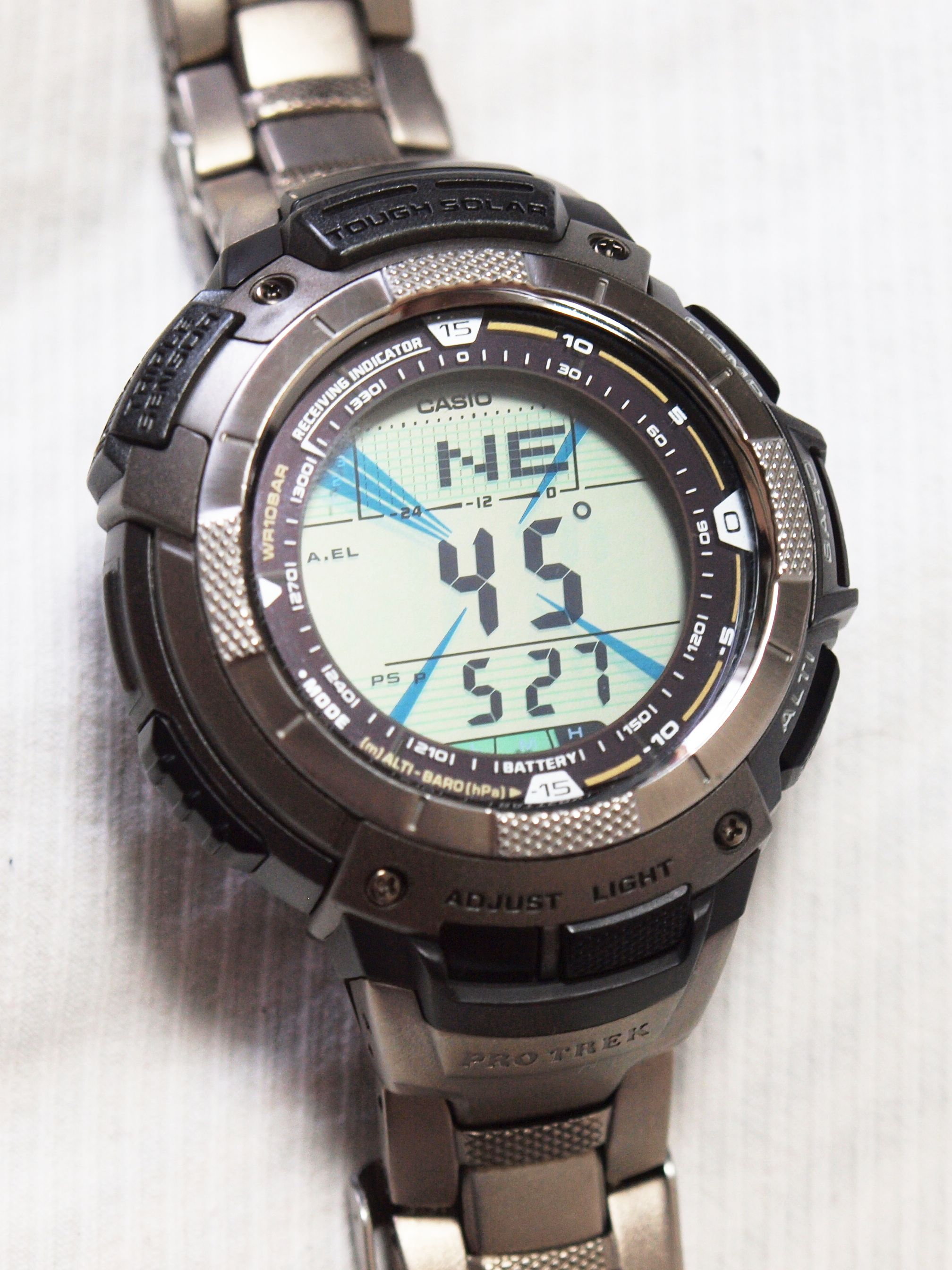
ساعة Pro Trek PRW-1000TJ ثلاثية الاستشعار في وضع البوصلة
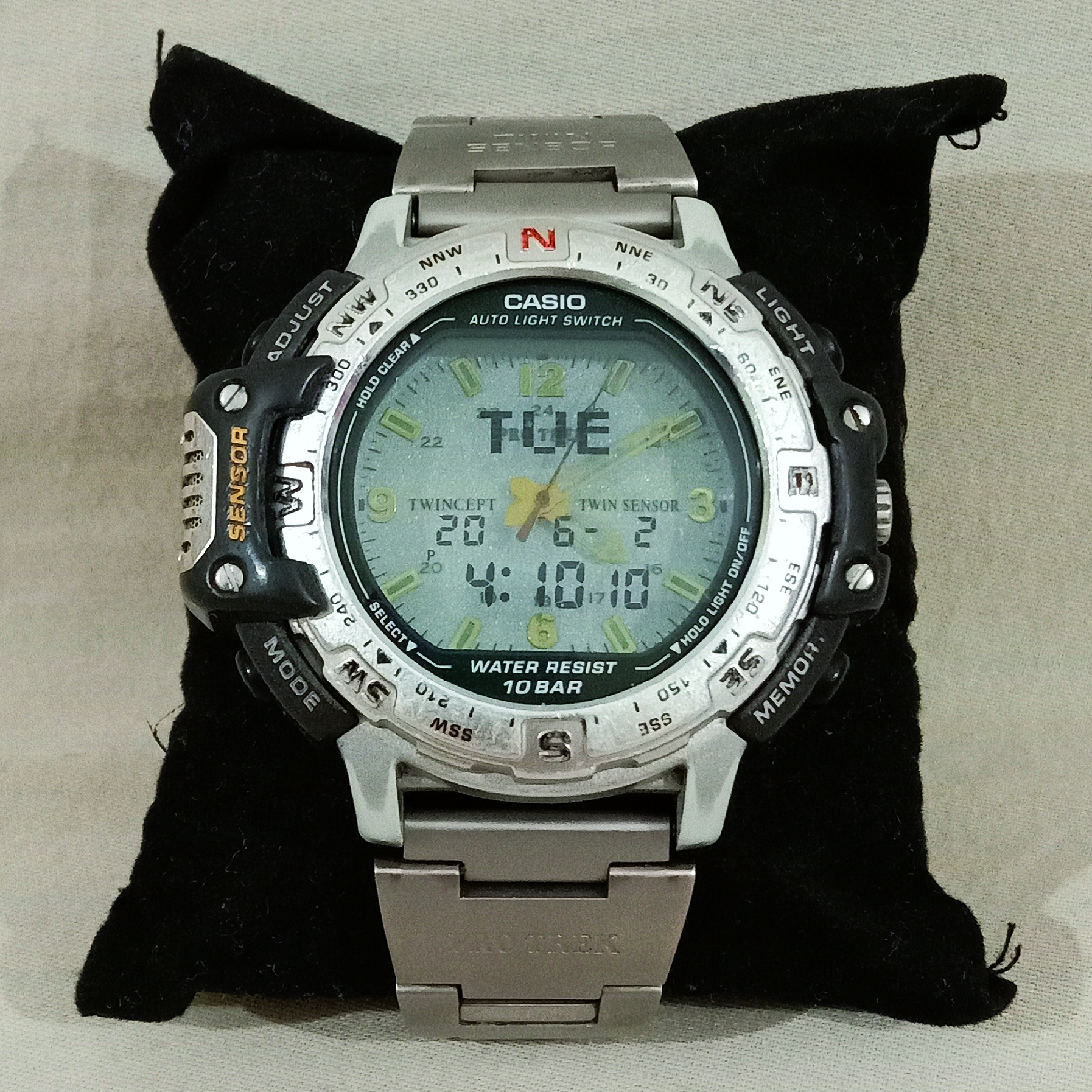
ساعة كاسيو PRT-505 "TwinCept"
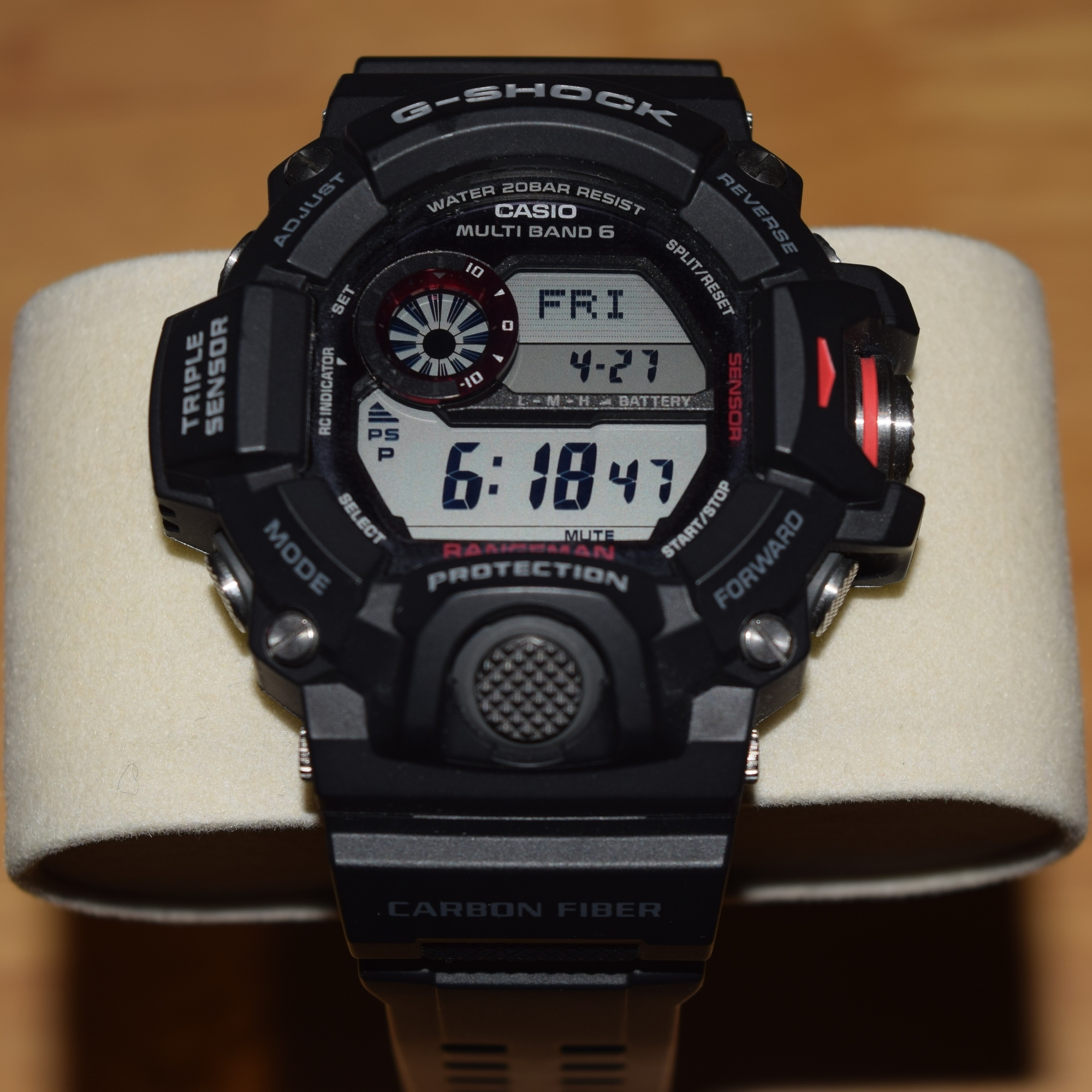
ساعة كاسيو جي شوك GW9400 رانجمان مزودة بأجهزة استشعار ثلاثية وتكنولوجيا الطاقة الشمسية القوية
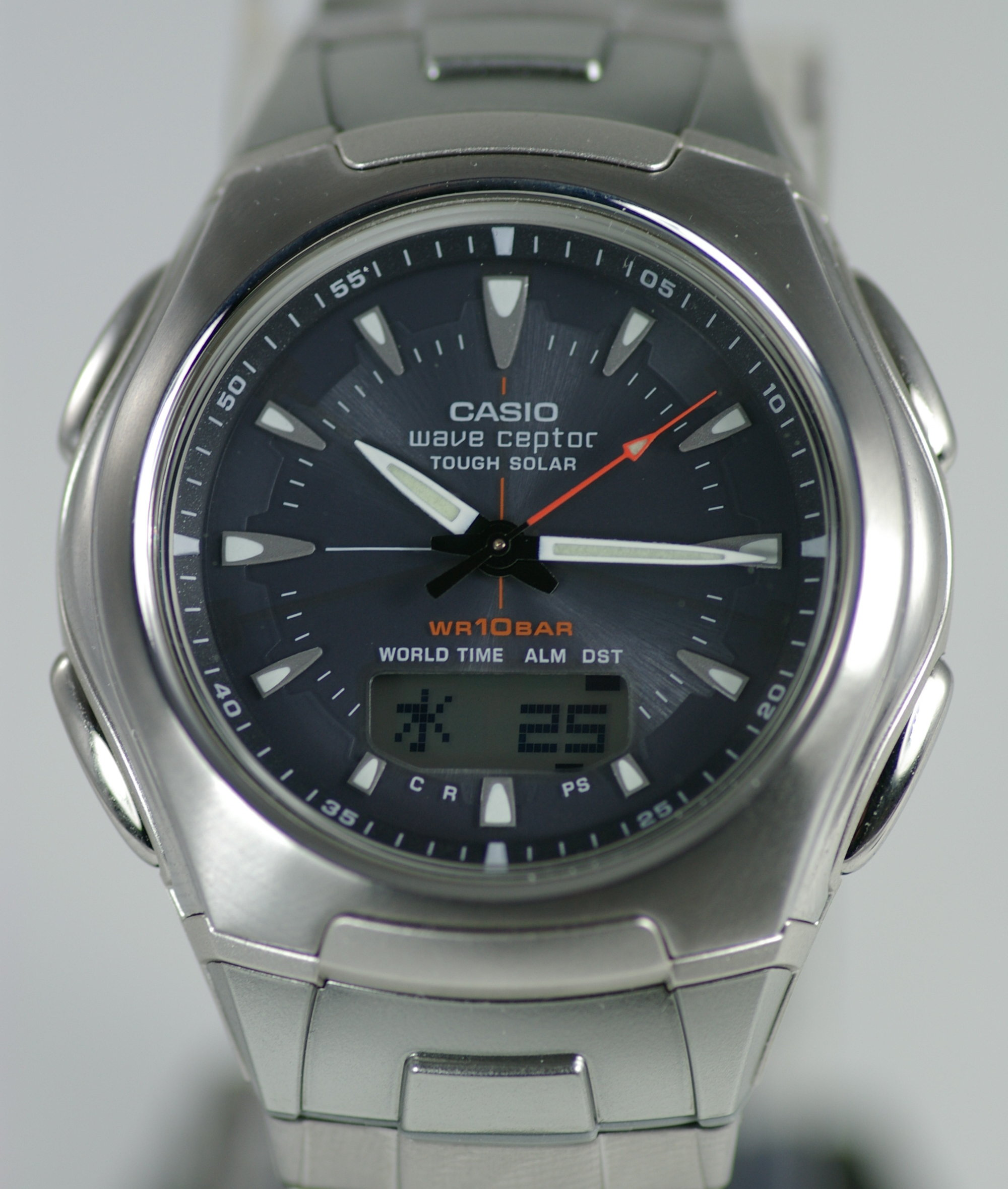
ساعة كاسيو تاف سولار "Wave Ceptor"
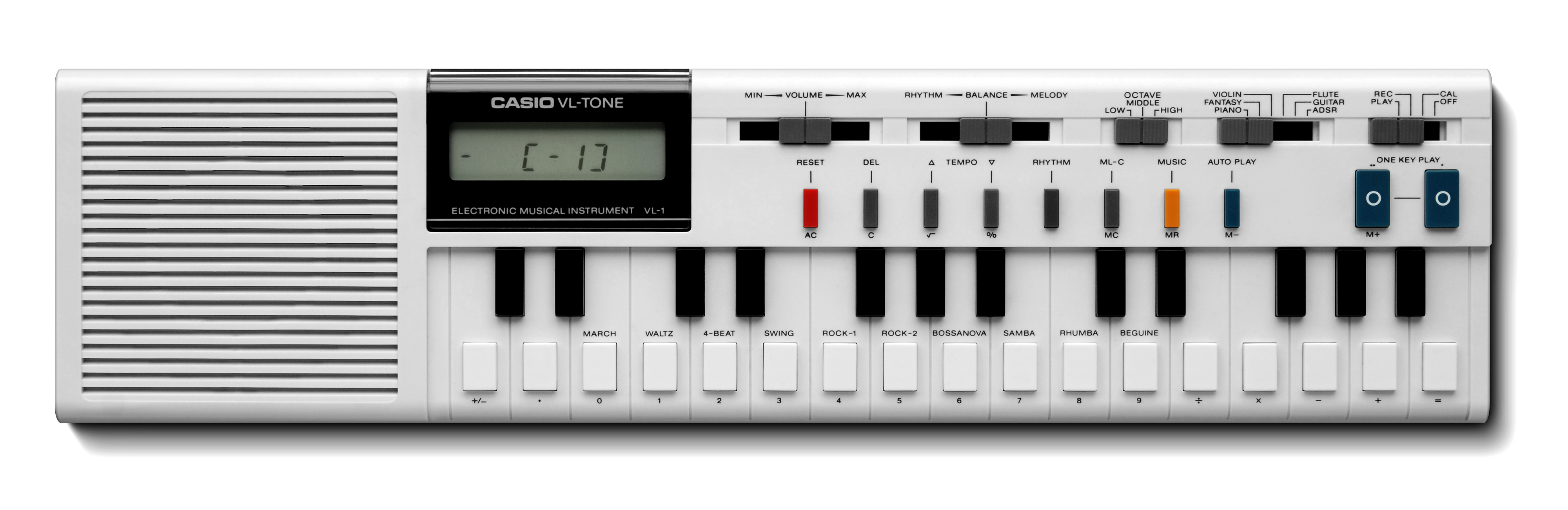
VL-Tone VL-1
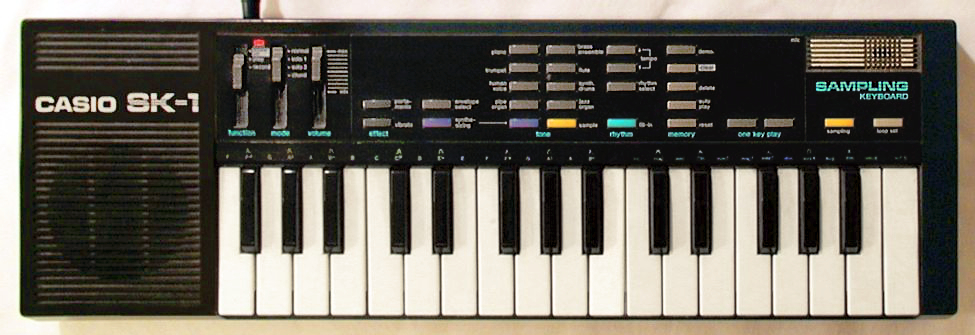
سامبلتون SK-1
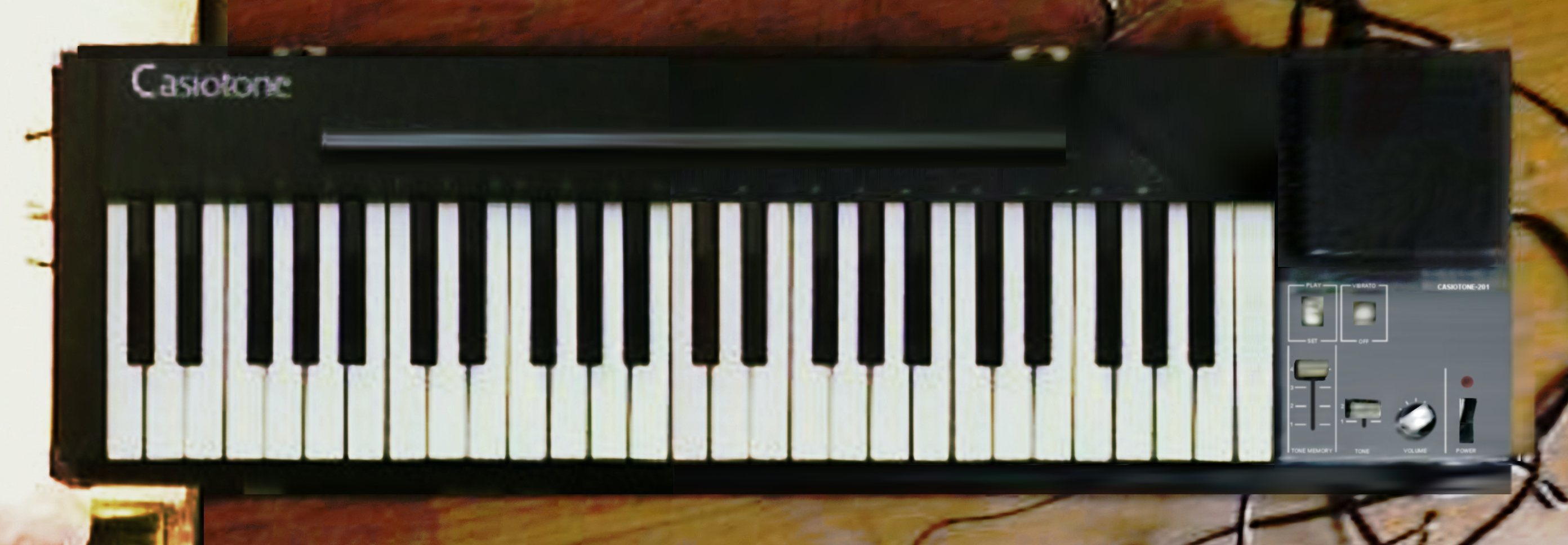
كاسيوتون 201
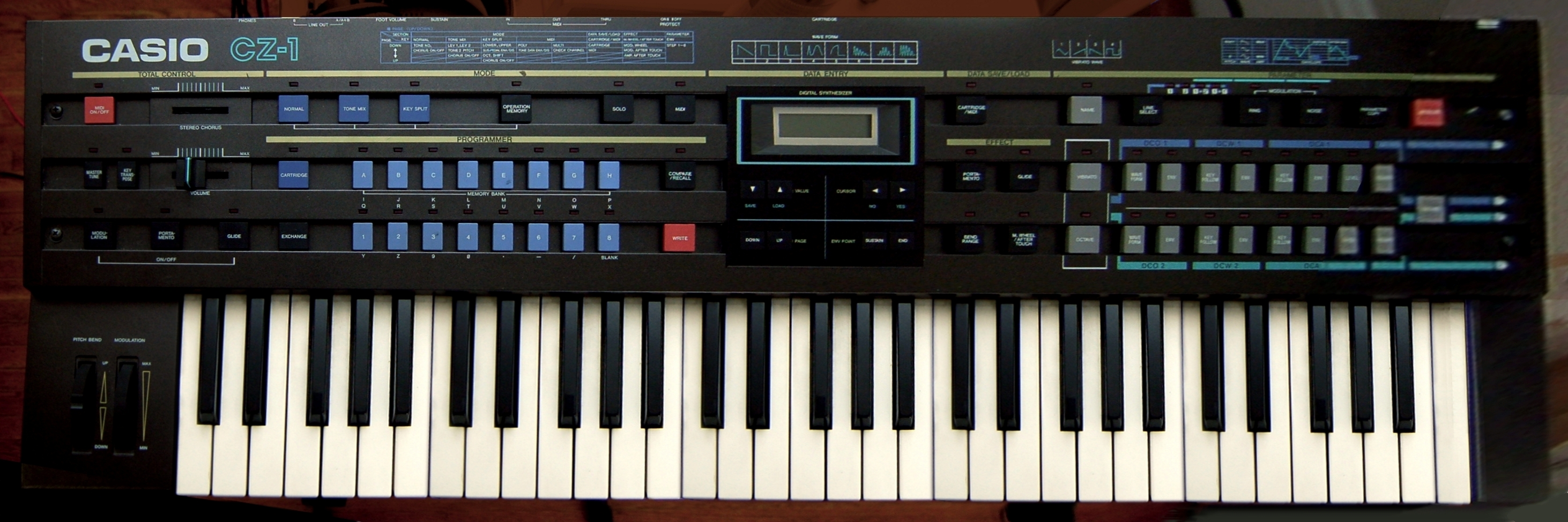
المزج الرقمي CZ-1
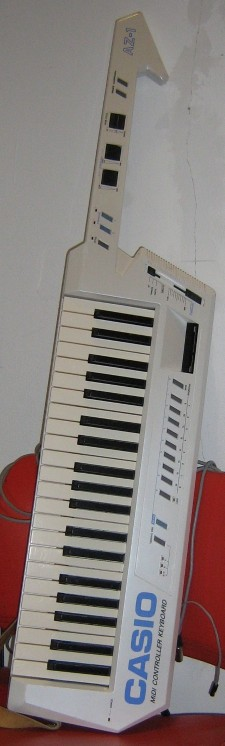
AZ-1 كيتار
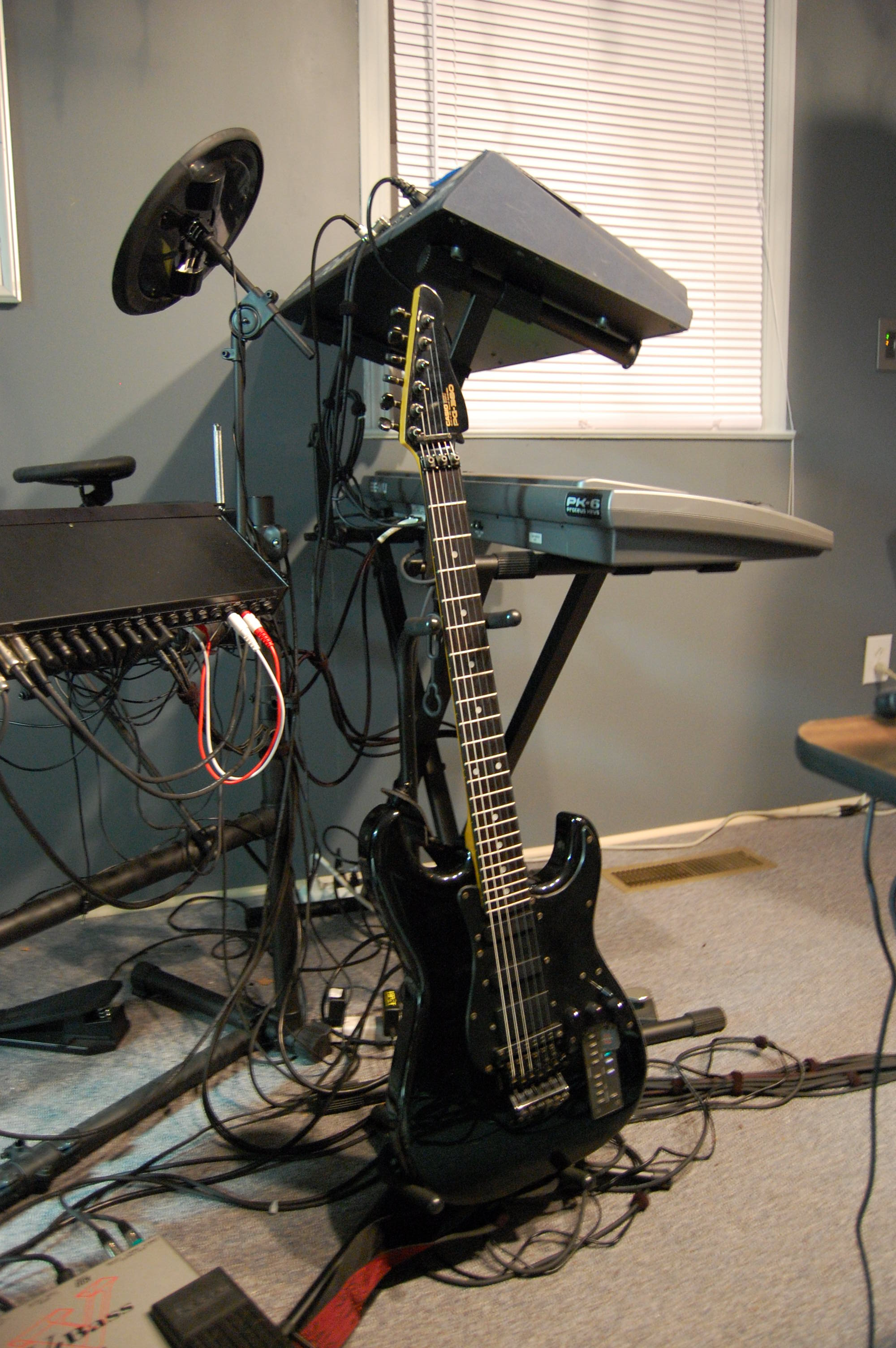
جيتار PG-380 MIDI
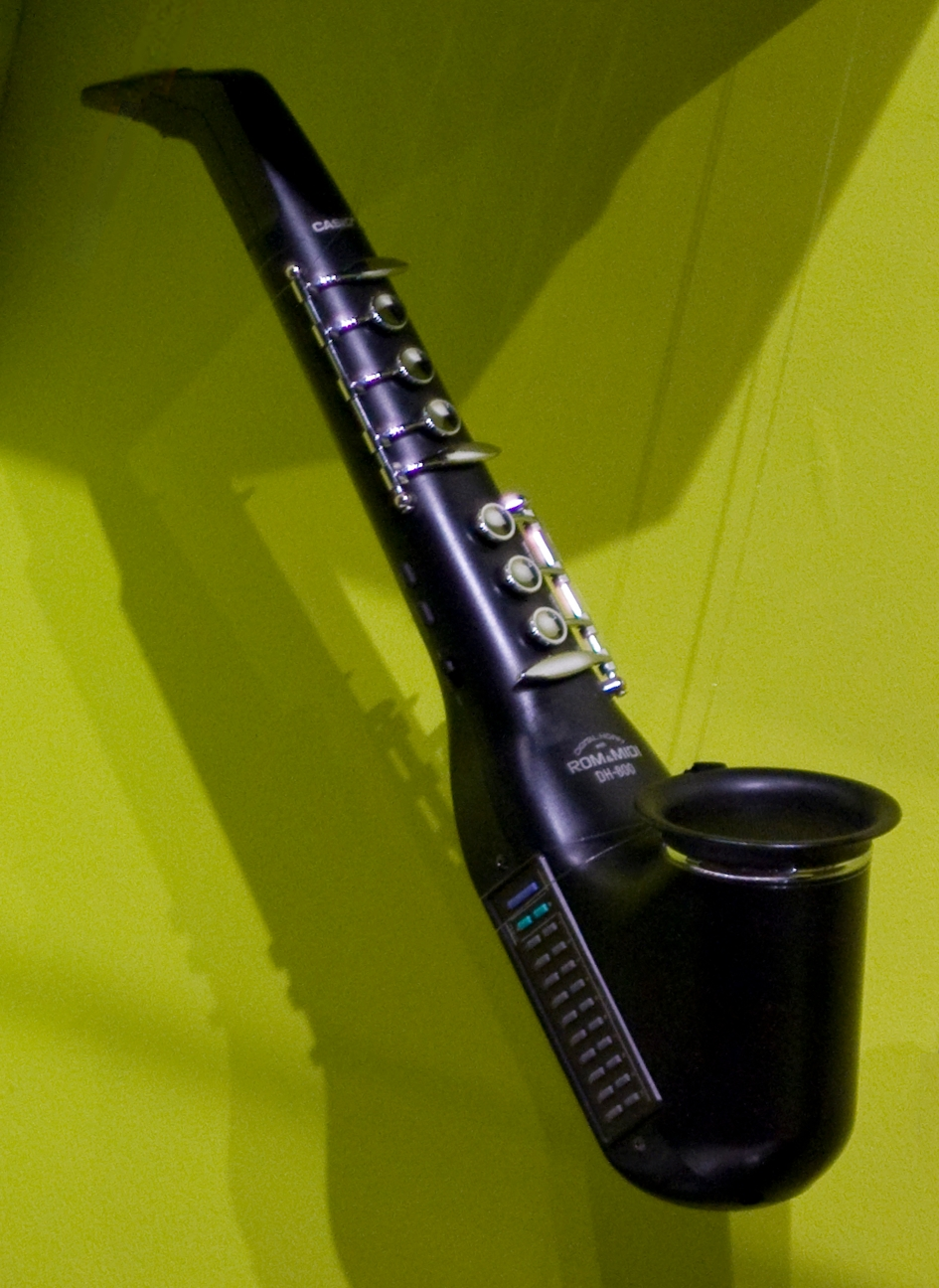
البوق الرقمي DH-800
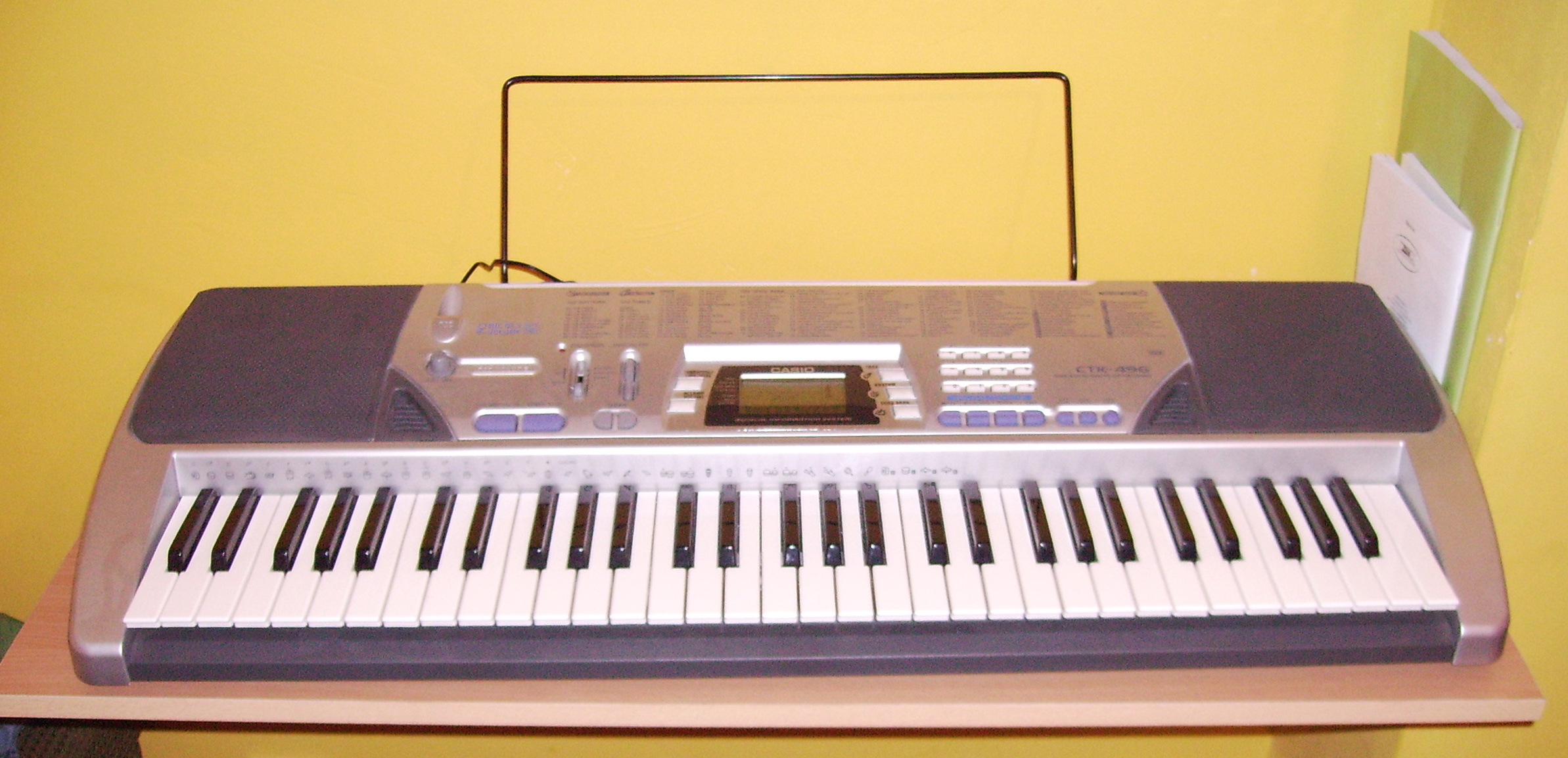
لوحة المفاتيح المنزلية CTK-496
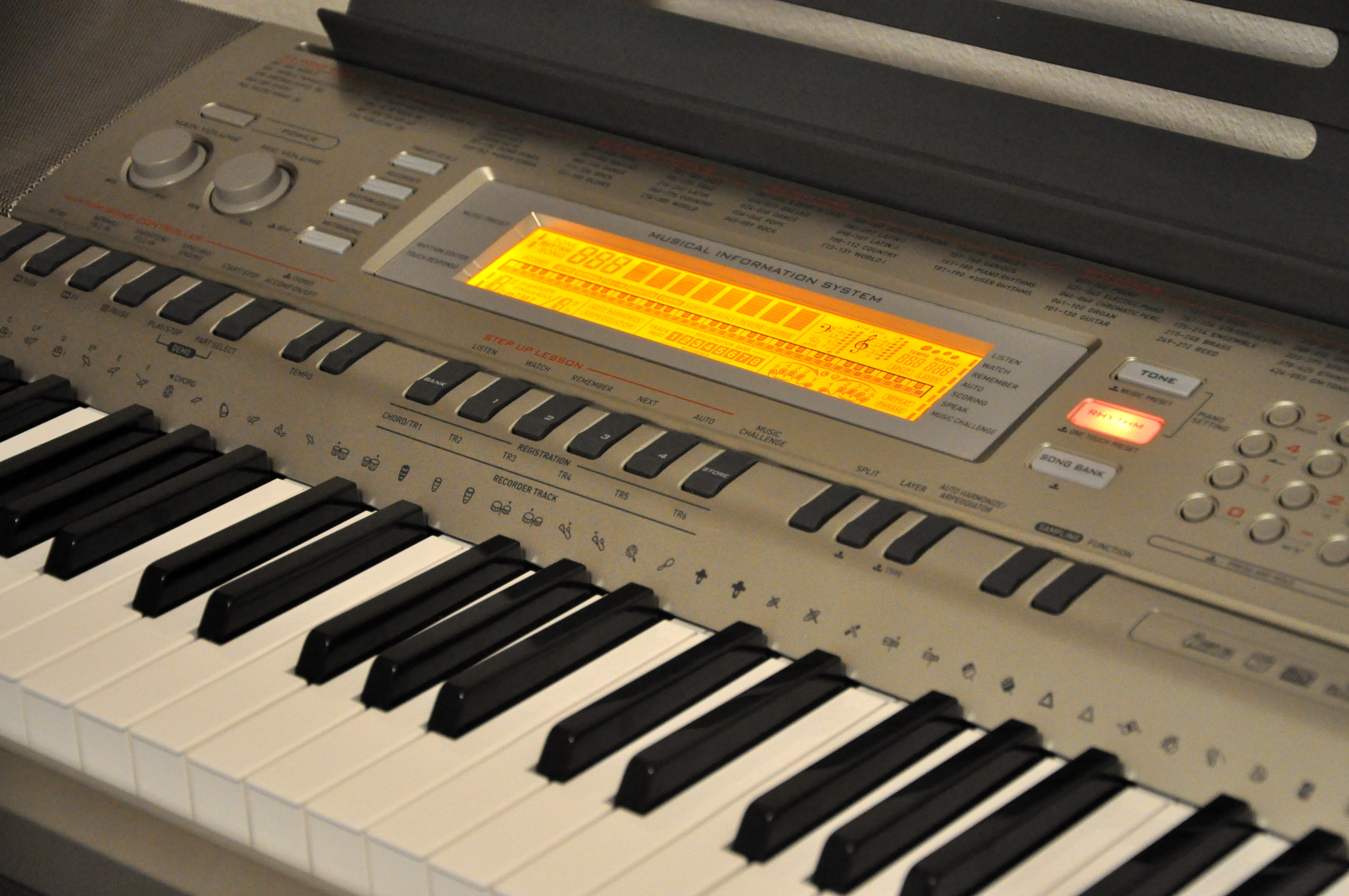
لوحة مفاتيح وورك ستيشن WK-200
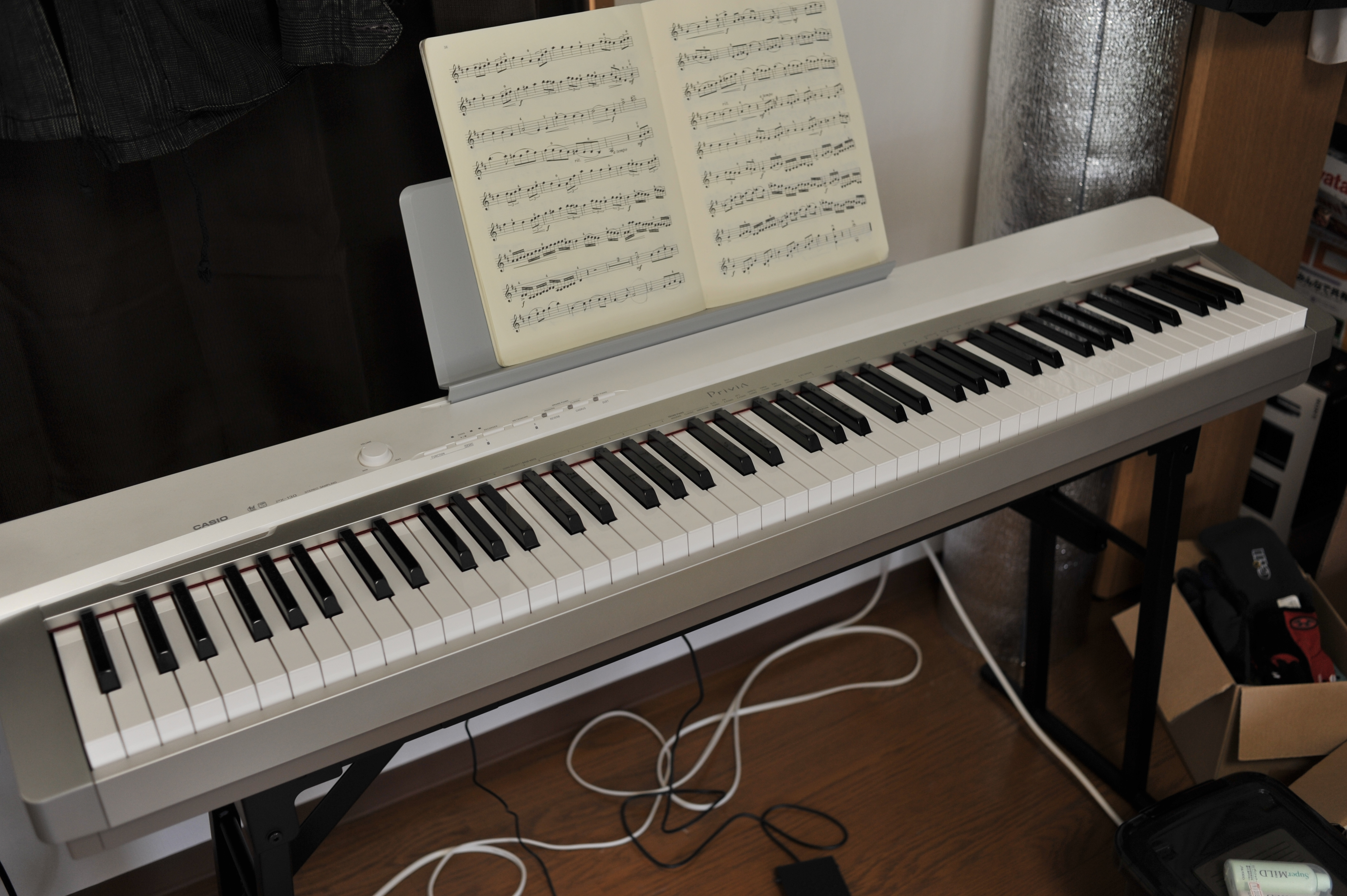
بيانو Privia PX-130 الرقمي
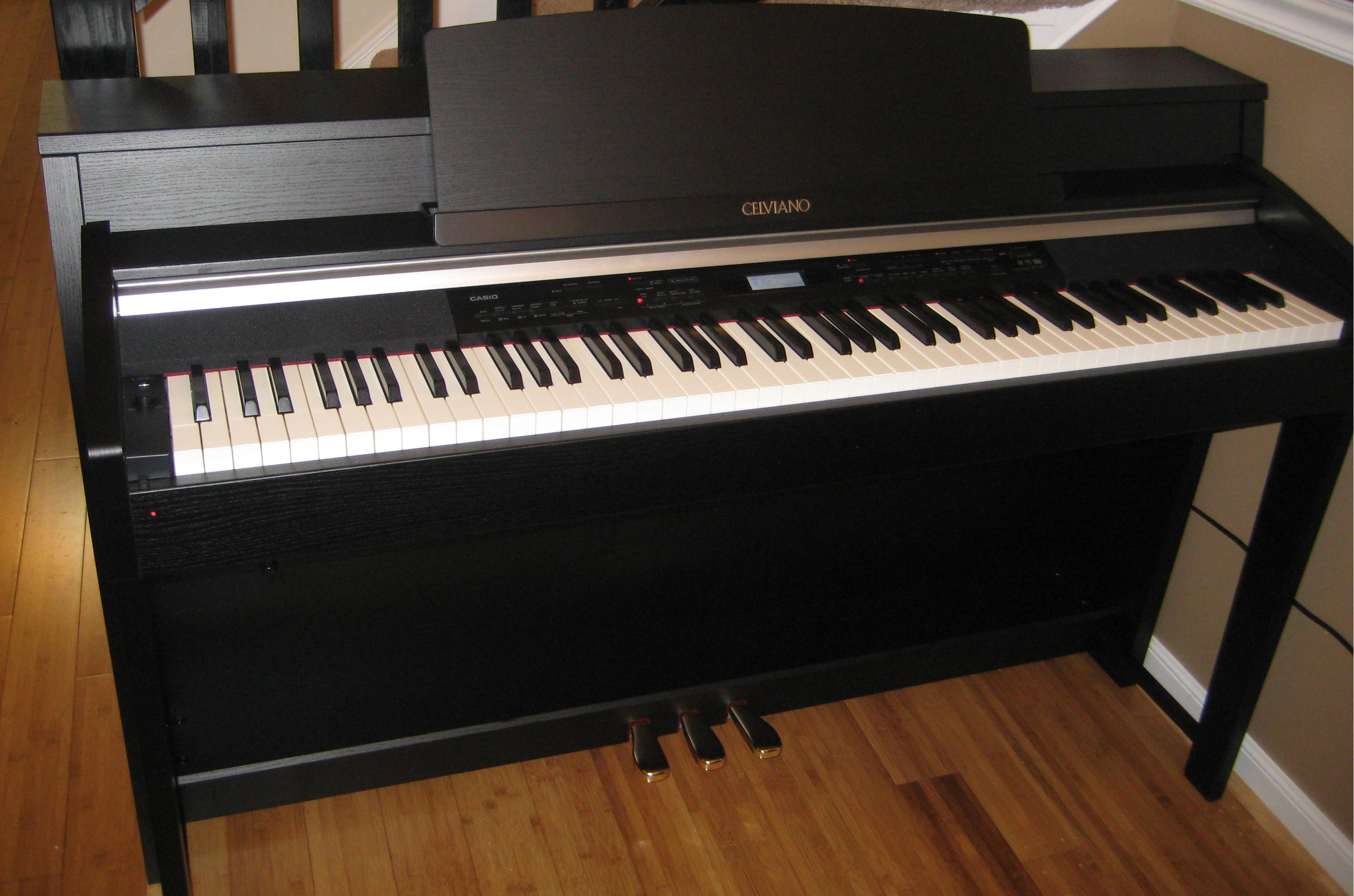
كاسيو سيلفيانو AP-620
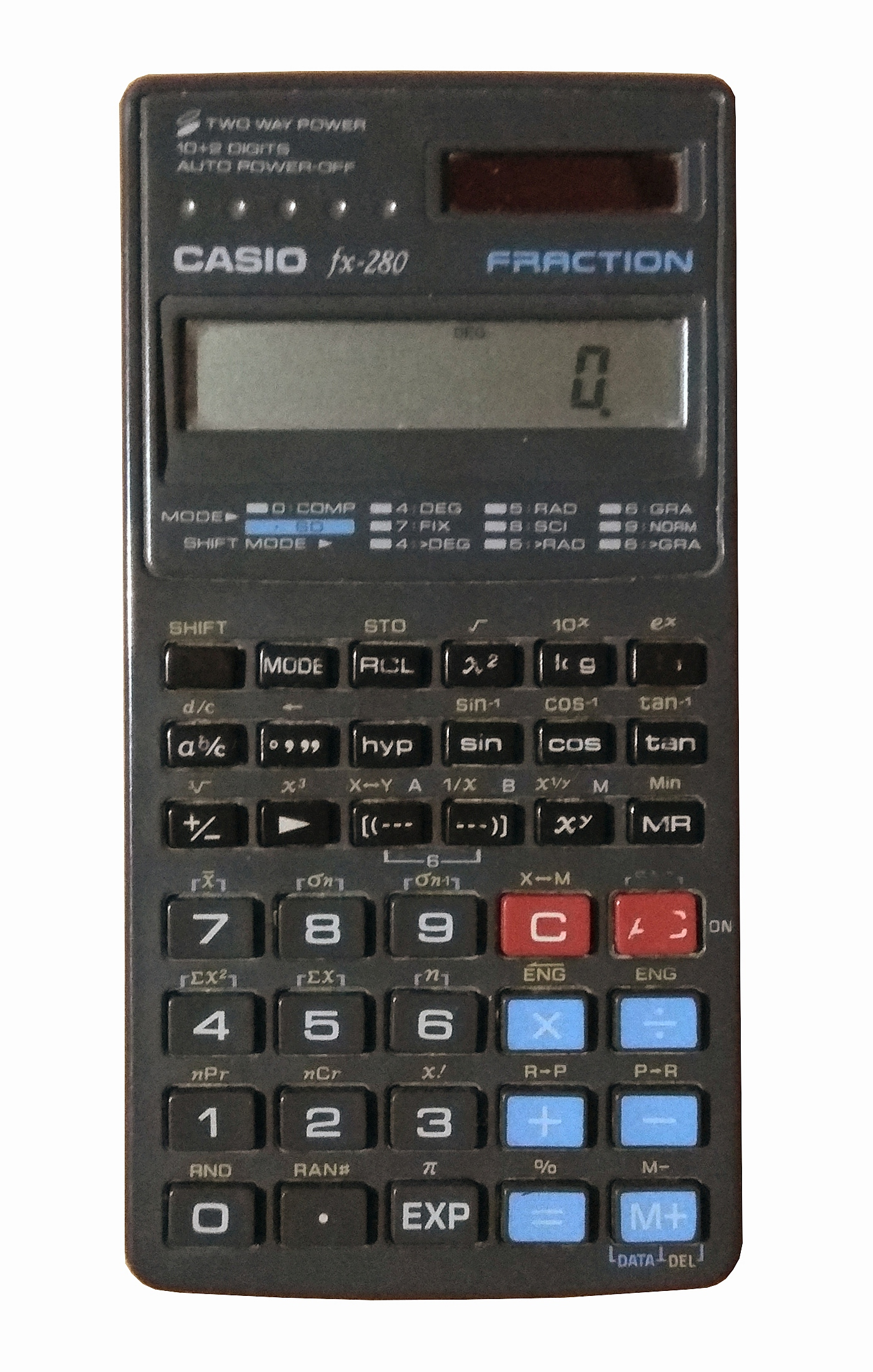
كاسيو الة حاسبة علمية fx-280
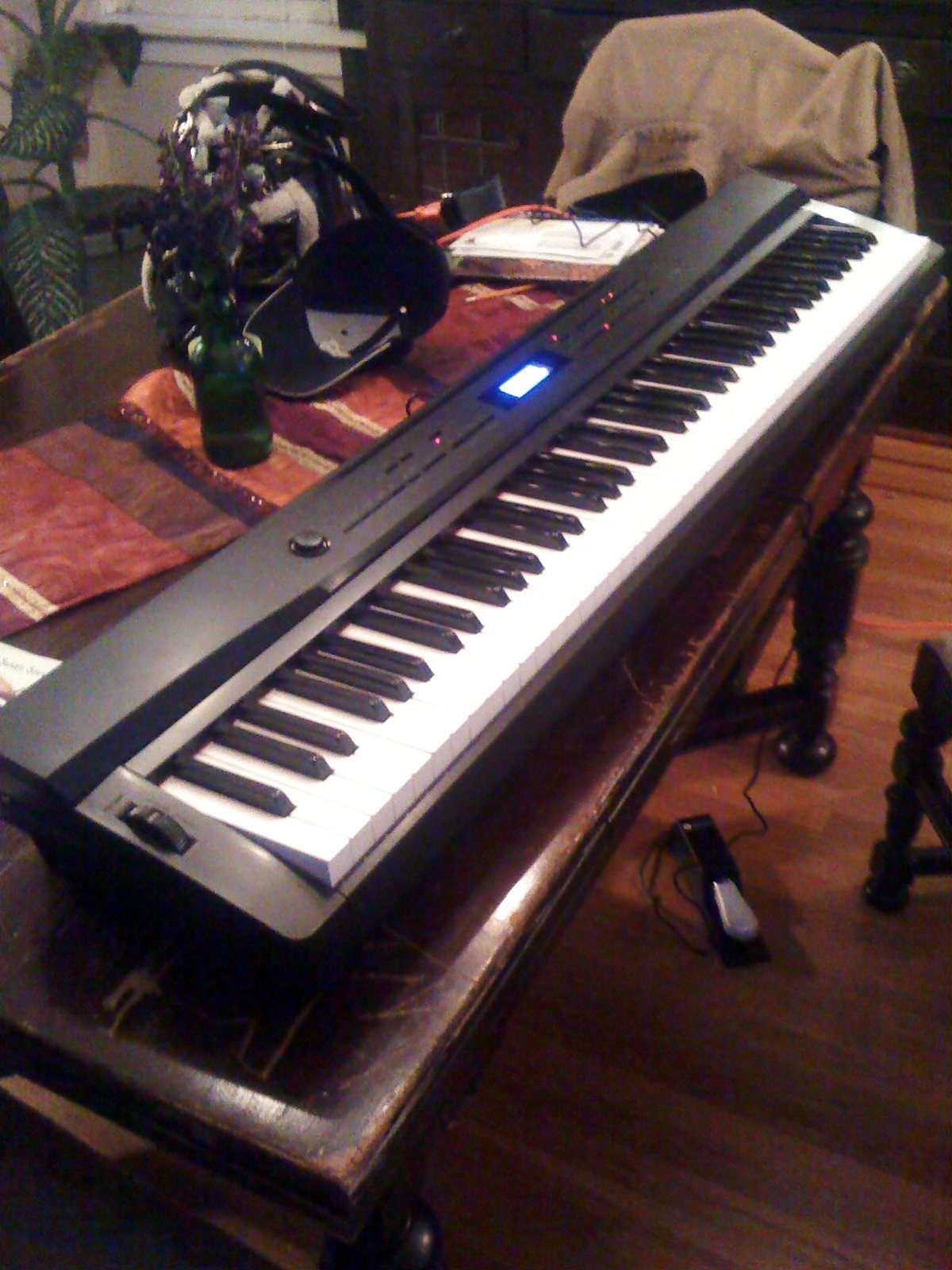
كاسيو بريفيا PX-330
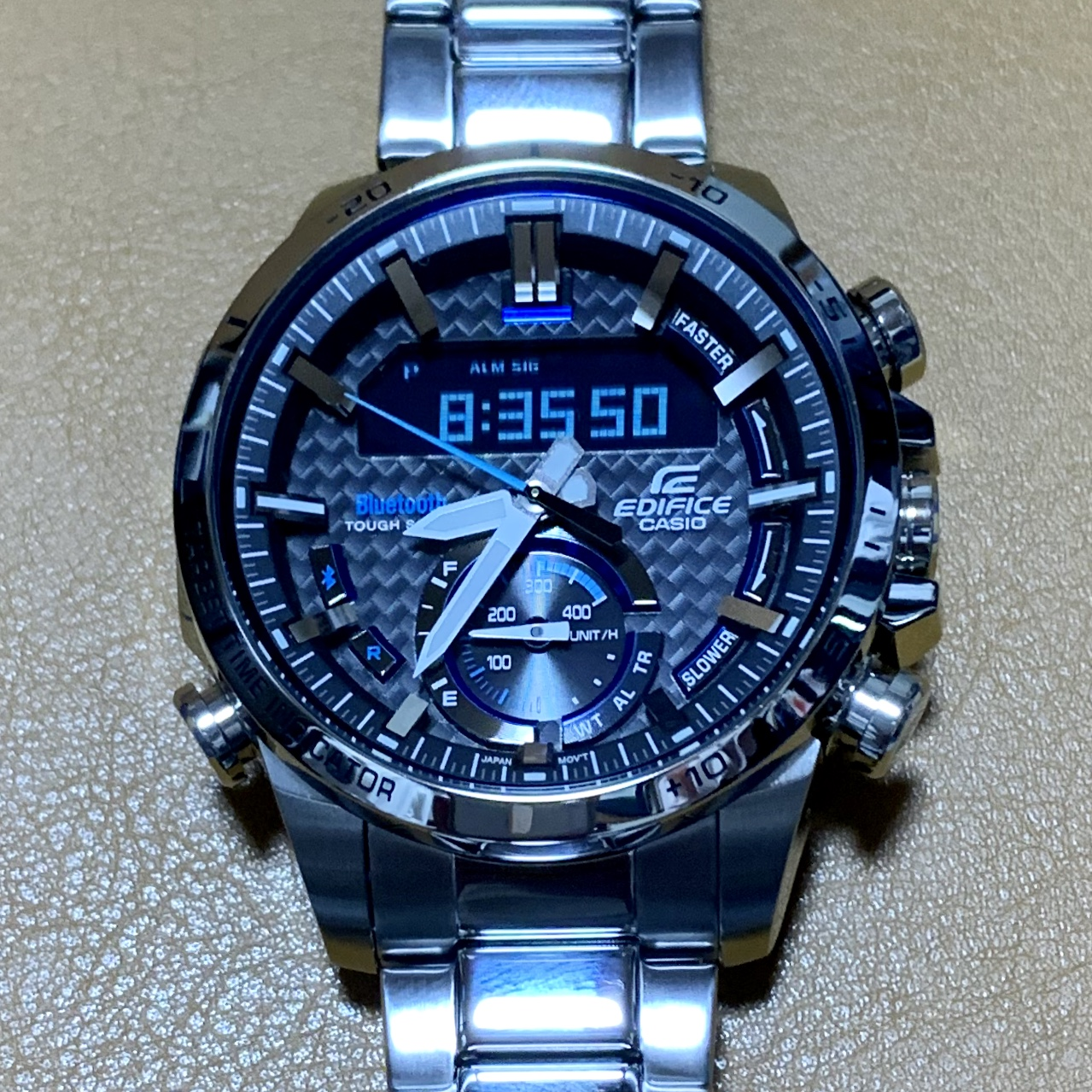
إيديفيس ECB-800D-1A

## الخط الزمني لأهم المنتجات
- 1957: كاسيو طرحت في الأسواق طراز الـ 14-A، أول آلة حاسبة إلكترونية مدمجة.
- 1965: طرح آلة حاسبة الـ 001
- 1972: طرح كاسيو للألة الحاسبة الخاصة (Mini)، وقد بيعت الواحدة بسعر 12.800 ين ياباني، وقد بيع منها أكثر من 10 ملايين آلة.
- 1974: طرح الكاسيوترون (Casiotron)، ساعة تقدم خدمات أكثر من معرفة الوقت فقط، مثل التاريخ ومعرفة الأشهر والسنوات.
- 1980: كاسيو تطرح في الأسواق الكاسيوتون، (カシオトーン)، وهي آلة لوحة مفاتيح مساعدة.
- 1983: أول ساعة جي شك (G-Shock)، قد تم طرح الـ (DW-5000C).
- 1985: كاسيو تطلق وبقوة أول synthesiser احترافي، واسم المنتج هو الـ CZ-101.
- 1995: تم طرح الحزم الضوئية (ساعات مزودة بخاصية الضوء)، الـ فوكس فاير / إليومينايتر، تم إعلان أن الساعات من نوع (DW-5600E) هي أول ساعات جي شُك مزوّدة بلوحة EL LCD كاملة.
- 1995: تم إطلاق الـ QV-10، وهي أول آلة تصوير رقمية في العالم مع عرض TFT.
- 2002: تم إطلاق الـ EX-S1، وهي أول آلة تصوير إكزيلايم (Exilim) رقمية.
- 2007: الـ OCW-S1000J، لُقَّب بمحيطات المانتا (Manta)، تم طرحه ولقبة الساعة بهذا اللقب كونها أنحف ساعة عقاربية (عقارب) تتحرك عقاربها عن طريق الطاقة الشمسيّة.

## وصلات خارجية
- كاسيو على موقع IMDb (الإنجليزية)
- كاسيو على موقع IMDb (الإنجليزية)
- موقع كاسيو العالمي
- مملكة كاسيو موقع مصادر كاسية للألات الحاسبة
- مجموعة ساعات من شركة كاسيو